# トライガン
『トライガン』は、内藤泰弘による日本の漫画作品。当初の掲載誌の『月刊少年キャプテン』（徳間書店）が休刊（事実上の廃刊）となったことにより、『キャプテン』に掲載されていた『トライガン』と、その後『ヤングキングアワーズ』（少年画報社）にて連載再開した『トライガン・マキシマム』の2作品としている。2008年2月時点で累計部数は500万部を突破している。

## 概要・世界設定
地球から遠く離れ、ホーム（地球）より遥かに巨大な大きさを持つ5つの月と人類が住むさらに大きな砂漠の惑星『ノーマンズランド』。二重恒星・高重力の過酷な自然の中でどうにか人々が暮している砂漠の星を舞台に、600億$$（ダブドル）の賞金首、「人間台風（ヒューマノイド・タイフーン）」ことヴァッシュ・ザ・スタンピードが繰り広げるガン・アクション。
アメコミに強い影響を受けている一方、欧米でも愛好者が多い作品で、コミック巻末のオマケ漫画において、内藤当人の尊敬する海外の著名人であるジェフ・ダロウから「貴方の本を持っている」と言われたシーンが描かれている。筆者によれば、オマケ漫画も吹き出し外のセリフまで訳される徹底振りだという。

### 漫画版『トライガン』（1995年 - 1997年）
『月刊少年キャプテン』（徳間書店）で連載。まず1995年2月に読みきりとしてパイロット版が掲載された。すでに背景設定は確立していたが、主人公の描写などの細かい点には若干の差違が見られる。同年4月より同誌で連載を開始するが、1997年1月に『月刊少年キャプテン』が突如休刊したことで連載は途中で休止した。
内藤は後述の『トライガン・マキシマム』で連載を再開した際は、中断した部分のエピソードに一旦けりをつけた上でストーリーをはじめ、中断していた部分については、アニメ版の特集も兼ねた1998年発行の『アニメージュ』9月号増刊「トライガン最終完成型」で残りが描かれて完結している。
単行本は徳間書店で全3巻（最終話は「トライガン最終完成型」にさらに描き下ろしが加わった）。後に少年画報社より、2冊に再構成され復刊されている。本編内容は同じだが、表紙および巻末のオマケ漫画が差し替えられている。
2010年に完全版が刊行、こちらも全2巻。

### 漫画版『トライガン・マキシマム』（1997年 - 2007年）
内藤は1997年10月より少年画報社の『ヤングキングアワーズ』にて「トライガン・マキシマム」（以下「マキシマム」と表記）として連載を再開した。先述のように『トライガン』（以下「無印」と表記）の中断部分から再開せず、一旦ストーリーを区切って新たに始められている。トライガンと連載時期が同じとなる『HELLSING』とは連載当時は『ヤングキングアワーズ』の2大看板作品となっていた（また原作者同士、親交もあった）。
10年近い長期連載となり、2007年5月号で完結した。単行本は全14巻。
2009年度星雲賞コミック部門を受賞。
2010年に完全版が刊行、こちらは全7巻。

### 漫画版『トライガン 番外編』（2010年）
「ドドンゴ兄弟ハニーカムドビレッジの決闘」『ヤングキングアワーズ』2010年5月号・6月号にて掲載された。
劇場アニメ作品『TRIGUN Badlands Rumble』のBlu-ray Disc版、およびDVD初回版に特典として全1巻で付属。デザインは完全版と同一のもとのなっている。
また、後述の他作家によるトライガンを集めたアンソロジーコミック「TRIGUN-Multiple Bullets(2022年10月15日発売)」にも収録。単行本化にあたってラストのメッセージが「劇場でお会いしましょう」から「おしまい」に変更されている。

### 『雷神-RISING-』（2010年）
GUNG-HO-GUNSの1人、雷泥・ザ・ブレードを主人公にした公式スピンオフ作品。作画は竹山祐右。『ヤングキングアワーズ』2010年4月号に掲載された。

### Boichi版『TRIGUN』（2010年）
内藤泰弘の大ファンであるBoichiによる公式スピンオフ作品。『ヤングキング』（少年画報社）2010年10号に掲載された。後に、サンケンロック第12巻（2011年5月発売）と、TRIGUN-Multiple Bulletsに収録。本編より60年後の星暦0174年を舞台にしている。

## あらすじ
砂だらけの荒涼たる大地。ここはホーム（地球）より遥かに巨大な大きさを持つ5つの月と砂漠の星。二重恒星と高重力の劣悪な世界。人々はこの荒れた大地にしがみつき、血と汗で大地を湿らせながら細々と生きている。そのささやかな暮らしも、荒くれどもが銃をぶっ放して台無しにすることもある……ここはそんな世界。
その過酷な世界に1人、赤いコートにトンガった金髪の、トラブルメーカーがいた。名をヴァッシュ・ザ・スタンピードという。彼は荒涼としたこの世界を放浪しながら、何かを探している。分かっているのは彼が凄腕のガンマンで、とてつもなくタフで、そして、筋金入りの平和主義者だということ。気のいい青年だがあまりの傍迷惑ぶりに、付いた渾名が「人間台風（ヒューマノイド・タイフーン）」。とうとう局地災害指定を受ける羽目になった彼には、保険会社からお目付け役が派遣される始末。
しかし、彼にはいくつもの秘密と、胸に秘めた決意があった。
『はるか時の彼方　まだ見ぬ　遠き場所で　歌い続けられる　同じ人類のうた。』

## 登場人物
- 担当声優は1998年テレビアニメ版・劇場アニメ版 / 2023年テレビアニメ版『STAMPEDE』の順に表記[5]。1人だけ記載されている場合は、'98TVアニメ版・劇場アニメ版での配役。

- 「アニメ版の相違点」は、基本的に'98TVアニメ版についての言及。『STAMPEDE』で相違点があった場合は『STAMPEDE』と前置きして記載。
- 『STAMPEDE』にのみ登場するキャラクターについては独自に副節を設けているので下記を参照。

### 主要人物
ヴァッシュ・ザ・スタンピード
声 - 小野坂昌也（少年時代 - 宮田幸季） / 松岡禎丞（幼少期 - 黒沢ともよ）
本作の主人公。「人間台風（ヒューマノイド・タイフーン）」と恐れられる元・600億$$の賞金首にして、人類初の局地災害指定を受けた（以降は「災害に賞金は掛けられない」という理屈から賞金自体が失効）伝説のガンマン。真紅のコートに箒のように逆立てた金髪という派手な出で立ちの青年。その生い立ちに隠された秘密によって、数千万人規模の大都市ジュライを消滅させた「ロスト・ジュライ」、五つ目の月に大穴を穿った「フィフス・ムーン」両事件を引き起こしている。
正体はプラントの突然変異種にあたる「自立種」で、「大墜落」以前の宇宙移民船時代に生まれた。A・ARM（エインジェルアーム）、尖翼といったプラントとしての能力や他プラントとの交信・制御を可能としている。大口径のリボルバー拳銃と義肢である左腕に仕込んだ隠し銃を持ち、その「ラブ＆ピース」を謳う酔狂な性格とは裏腹に、プラントとしての力と150年間積み重ねてきた研鑽からなるガンマンとしての実力は他者の追随を許さず、抜撃ちの速度はナイブズの眼前で繰り出しても知覚不能な程。決して人の命を奪わず、相手が悪人であっても命を救おうと奔走し、お人好しな性格と強い信念からなる頑固さが災いして、結果として騒ぎを大きくしてしまう天性のトラブルメーカー。
150年以上もの年月を変わらぬ姿で生き続け、双子の兄ナイブズの手から、そして人間同士の諍いから、「大墜落」を生き延びた人類とその子孫を守るためにさすらっている。不老ではあるが決して不死ではなく、不殺の枷を自らに架しての無茶な生き方の代償として、決して浅くない傷が体の至る所に刻まれている。ロスト・ジュライを引き起こした自分が不殺の信念を抱くことが孕む矛盾と無謀を自覚しながらも、自らに課した使命を全うすべく戦い続けている。
通り名の「スタンピード (stampede)」には「すたこら逃げる」と「（カウボーイから見た）飼い牛の暴走」の2つの意味がある。
アニメ版での相違点
顔写真無しで手配されているため作中のほとんどの人間（メリルやミリィでさえも）ヴァッシュを本物の「ヴァッシュ・ザ・スタンピード」と認識しないことと、「フィフス・ムーン」事件まで賞金首であること。さらに年齢が130歳前後と原作に比べて20年前後若いこと、「A・ARM」は本人ではなく銃に仕込まれたマイクロプラントと融合することで発動するようになっている。性格面では女好きな面が強調されている他、原作よりナイーブな人物に描かれている。
『STAMPEDE』での相違点
ビジュアルが箒のように逆立てた髪型からツーブロックに変更され、生え際の角度がナイブズと左右対称になっている。流れのプラント技師として各地を放浪している設定で、ロスト・ジュライやフィフス・ムーンが起こっていない関係で懸賞金の制定がごく最近であり、かつ賞金額が600万$$と他メディアより大きく減っている。またナイヴズを追いかけておらず、逃げ続けながら旅をしていたという設定であることも原作と大きな相違である。罪状はナイヴズが起こした複数のプラント強奪と殺人容疑、および他者を助けようとして起こった破壊活動によるもの。ジェネオラ・ロックで起きた事件を契機に、プラントを取り戻すためにナイヴズが待つ第三都市儒来へと向かう。
左腕の義手は人間の骨格の形状をしており、原作漫画版やアニメ版のような隠し銃を内蔵しておらず、盾代わりにしている他にワイヤーアンカーを内蔵している。
使用する拳銃はより小口径な22口径ロングライフル弾を8発装填可能な「ピースブリンガー」。小口径ながら無骨な大型拳銃で、格闘戦においてはトンファーのように扱う。
自立種（インディペンデンツ）プラントだがナイヴズと違い食事を必要とする、人間に近い不完全体と思われていたが、その真価は「高次元から持ってくる」能力を扱う他のプラントと違って「高次元へ持っていく」力を行使できる存在。その能力のため、ナイヴズとコンラッドの計画達成のために目をつけられている。
0話（12話）でナイヴズによる洗脳から解放された後は髪が逆立ち、色合いも含めて原作「マキシマム」以降のヴァッシュに似た髪型となる。一期エピローグでは、ロストジュライ以降消息不明になり、大量殺戮の容疑で賞金額が600億$$に引き上げられる。

メリル・ストライフ
声 - 鶴ひろみ / あんどうさくら
ベルナルデリ保険協会の災害調査員として、ヴァッシュが引き起こす「災害」を査定するために派遣された外交員。職務のためにヴァッシュに同行する内に、彼を取り巻く運命に巻き込まれていくこととなる。
黒髪を短く揃えた小柄な女性で、丁寧で上品な口調が特徴的。したたかで正義感が強い。破天荒なヴァッシュに対してどこまでも常識的な一般人として、彼の引き起こすトラブルに常々頭を悩ませている。「デリンジャー・メリル」の通り名で呼ばれており、荒事の際はマントの下に大量に仕込んだデリンジャーを巧みに操って対処する。彼女にとってのデリンジャーは「男女の力の差をなくす」ためのものだが、発砲には消極的であり、初めて他者を撃った時には精神的ショックから嘔吐し失語症になっている。
ヴァッシュの真実に触れていく内に一時期は恐れを抱いていたが、最後まで彼のことを信頼し続けた理解者でもある。気丈な性格だが物語が佳境にさしかかるにつれ涙を浮かべるシーンが増え、ヴァッシュには「泣き虫になっちゃった」と評された。
「マキシマム」開始時23歳。エピソードによっては髪を肩まで伸ばしている。
エピローグでは地球のテレビジョンの技術により各地でテレビ局が開局され、ヴァッシュを知る者として「N.L.B.C（ノーマンズランド・ブロードキャスト）」からスカウトされて保険会社を退職して実況リポーターとしてヴァッシュを追いかける事になる。
アニメ版での相違点
基本的にほぼ原作と相違ない。終盤において、ヴァッシュが自らを庇い、人間の在り方を解くメリルにレムの姿を重ねるシーンが存在する。
『STAMPEDE』での相違点
裕福な家庭で育ちベルナルデリ通信社に入社したばかりの新人記者。ノヴェムバ大学を卒業したエリート。
一人前の記者になることを夢見るが、早々ゴシップを取り扱う部署に配属され、教育係として同行することになった先輩のロベルトとスクープの旅の最中にヴァッシュと出会う。学校教育でプラントなど世界を取り巻く表の知識は知っているが、若さと育ちもあってか世間知らずな面がある。
原作や旧アニメと違いマントは羽織っておらず、青い帽子を被っている。当初はデリンジャーを携帯していなかったが、ロベルトの死後にそれを形見として受けとる。
ロストジュライから2年後にあたるエピローグでは単身で活動しており、時折ジュライ跡地にロベルトの供養に訪れており、本社から保険協会に異動になった事と、部下としてミリィ・トンプソンが配属される旨が語られている。

ミリィ・トンプソン
声 - 雪乃五月
メリルを「先輩」と呼び慕うベルナルデリ保険協会の外交員。彼女の傍に付き従って業務をサポートする。
金髪のロングヘアと非常に大柄な体格が特徴的。顔立ちや内面はおっとりとしていて、子供好きで他人思いの心優しい女性。純粋だが少々天然で時に周囲を呆れさせてしまう。大家族の末っ子で、月一で甥っ子姪っ子に送る大量の手紙は「月刊ミリィちゃん」と評されている。非殺傷性の十字型金属棍棒を射出する大口径スタンガンとそれを軽々と持ち上げる怪力が持ち味で、「スタンガン・ミリィ」と呼ばれている。
「マキシマム」の序盤から中盤までは髪型をストレートのロングヘアから外ハネのセミロングヘアにしている。
エピローグではメリルと共にN.L.B.Cにスカウトされ、カメラマンとしてメリルと共にヴァッシュを追いかける事になる。
アニメ版での相違点
外見の大まかなイメージは原作そのままだが、髪の色が栗色になり、コートの配色もカラフルなものとなっている。また、一番大きな相違点としてウルフウッドと恋仲になる設定が存在する。
『STAMPEDE』での相違点
第一期エピローグでベルナルデリ通信社に入社し、メリルの元につきたいという申し出をした変わり者として言及される。

ニコラス・D・ウルフウッド / ニコラス・ザ・パニッシャー
声 - 速水奨 / 細谷佳正
ヴァッシュ達が砂漠で出会った巡回牧師。関西弁を喋り、その背に巨大な十字架を背負っている。聖職者を名乗るものの銃の扱いに長けている。「フィフス・ムーン事件」後に行方不明となっていたヴァッシュをいち早く見つけ出し、ナイブズの元への案内をかって出た。
普段は飄々とした陽気な男だが、命のやり取りに対して非常にシビアな価値観を秘めており、「全ての命を尊ぶ」ヴァッシュに対して疑問を投げかける。敵の命を奪うことに躊躇がなく、たとえ相手が戦意を失っていても容赦なく引き鉄を引く。
元々は孤児院で育った孤児。「ミカエルの眼」に見出されて暗殺者としての改造・訓練を受けた後、師・チャペルを射ち、その名を騙ってナイブズに接触し、殺害しようとしたが、逆にその存在に威圧され生への執着を覚えたことから、なし崩し的にGUNG-HO-GUNSに名を連ねることとなる。卓越した戦闘センスと「ミカエルの眼」による改造手術によって得た人外の身体能力によって、十字架型重兵器「パニッシャー」を手足のように扱い、リヴィオ・ラズロとも亘り合える、GUNG-HO-GUNSでもトップクラスの実力の持ち主。また切り札として代謝を促進させる薬品を直接摂取することにより、体に過剰な負担をかけながらも一時的に身体能力を向上させることができる。肉体改造と薬物摂取により代謝機能が向上しているため、同年代の常人より肉体の成長も老化も早い。
ヴァッシュに接触したのはナイブズの指示によるものだが、後に翻意しヴァッシュの隣で戦うことを選ぶ。「家族」である孤児院の仲間たち、そしてリヴィオを救うために、ヴァッシュと共に孤児院でチャペルたちと死闘を演じ、肉体再生を促す薬物を過剰摂取したことによるオーバードーズと戦傷によって死を免れぬ身体となる。その後、姿も何もかも変わってしまった自分を暖かく迎えてくれた「家族」に感謝し、ヴァッシュと末期の酒を酌み交わし、涙しながらその生涯を終えた。
ミドルネームのDには作者による冗談めいた訳がつけられている。
モデルはウルフルズのトータス松本。
アニメ版での相違点
「ミカエルの眼」が存在しないので身体強化施術はされておらず、肉体的には通常の人間である。GUNG-HO-GUNSのチャペル・ザ・エバーグリーンの弟子にして補欠要員であり、彼直々に育て上げられた殺し屋という設定。ミリィと結ばれるも、エバーグリーンと決闘。接戦の末に下すものの、レガートの奸計によって致命傷を負い、仲間たちと共に平和な楽園に生きること夢見ながらも、末期には生にしがみつくような言葉を残し、ひとり息を引き取った。
『STAMPEDE』での相違点
牧師ではなく葬儀屋の設定。ジェネオラ・ロックを追われたヴァッシュ一行の前に現れ、メリルの運転する車に跳ねられてしまった後に同行する。
原作に比べ金にがめつく、荒々しく刺々しい性格。また登場時点からザジらと共謀しており、茶番劇を仕掛けてヴァッシュたちの信用を勝ち得て同行するなど、出会いから仕組まれた必然になっている。パニッシャーのカラーリングは黒になっており、短い突端からはロケットランチャーではなくレーザーを放つ機構に変更されており、発射状態のまま回転させることで大型ワムズを両断するほどの攻撃範囲を持つ。

ミリオンズ・ナイブズ
声 - 古澤徹（少年時代 - 太田正道） / 池田純矢（幼少期 - 花守ゆみり）
ヴァッシュの双子の兄にあたる、プラントの「自立種」。同胞を搾取する人間たちを強く憎み、この星から排除しようとしている。プラントの力（設定参照）により次元孔を平面化・刃状にすることで、（比喩ではなく）全てを斬り裂く能力を主に扱う。それを備えた腕を用いての攻撃は、地表から一瞬で大気圏外の人工衛星を破壊することや、都市を一瞬で寸断して瓦礫の山に変えることさえ可能。「持っていく」力で対象を時空ごと追放する姿も回想シーンで描かれている。身体能力もケタ外れで、レガートを指先で軽く「縦に押し潰し」ており、数キロ上空の箱船から身一つで飛び都市へ着地、「雪崩をストローに流しこむ」と喩えられる困難な作業さえ行う反射速度と集中力を持つ。終盤にはプラント達と融合してさらに桁外れの力を持つようになる。
同胞への強い仲間意識を持ち、とりわけヴァッシュには「たったひとりの兄弟」として執着し、自分と行動を共にするよう幾度も説得を試みていた。宇宙移民船時代の幼少期は、人間を自分達を生み出してくれた者として信頼しており、人類とプラントの共存を信じていた。しかし自身より先に生まれていたテスラに人間が行なった仕打ちを知って失望。人間を害悪と見なして憎悪と侮蔑の感情を増幅させた末、「大墜落（ビッグフォール）」を引き起こす。移民船団の不時着後、未だに人間との共存を信じ続けるヴァッシュと決別し、彼の左腕を切り落とした。また、「ロストジュライ」と「フィフス・ムーン事件」双方とも、ナイヴズがヴァッシュの暴走を促したことによって起きた事件であり、これらの事件の真犯人とも言える存在。
全人類とプラント、地球からの船団を交えた最終決戦の果て、ヴァッシュを始めとする人類の意思に呼応したプラントとの融合を切断され、敗北した。その後、瀕死のヴァッシュを連れて流れ着いた先で、人間の医師の親子に「人類に必要な男」だとしてヴァッシュを救うよう懇願し、プラントの力を使って荒野に1本の林檎の木を残して姿を消した。その後の消息は不明。
アニメ版での相違点
アニメでは黒髪化に関する設定が存在せず、行動原理も人間に対する憎しみではなく、プラントである自らを「優良種」と称する傲慢さによるもの。ヴァッシュの攻撃によって受傷した際には、軽傷にもかかわらず激しく動揺し泣き喚くという醜態を見せた。またA・ARMの設定の違いから能力はヴァッシュと相似しており、直接戦闘ではヴァッシュの銃の兄弟機にあたる黒いリボルバー拳銃を使用する。回想シーンを除けばヴァッシュと直接対面するのは最終決戦時のみで、自然の中に突き立てたパラソルの下で彼を出迎えた。
ヴァッシュと一進一退の激しい銃撃戦を繰り広げるなか、運を手繰り寄せてヴァッシュに手傷を負わせ彼の銃を奪い、両腕でA・ARMを発動させて追い詰めるものの、ヴァッシュの足元に埋まっていたパニッシャーの攻撃により隙を見せて敗北した。ラストシーンでは原作とは逆にヴァッシュに手当てをされ人里まで運ばれた姿が描写されている。
『STAMPEDE』での相違点
名前が「ミリオンズ・ナイヴズ」と表記される。本名は「ナイ（KNI）」だが、大墜落後は同胞に代わって人間を粛清する存在「ミリオンズ・ナイヴズ」を自称する。
プラントを崇拝する新興宗教「ミカエルの眼」において天使、あるいは神と崇められている。第三都市ジュライに居を構え、主に寿命寸前のプラントを各地で回収して回っている。白いローブで身を包んでおり、素足で移動する。ローブは光沢を持った無数の刃に変形し、自在に動かし対象を切断する能力を持つ。大墜落後、五番艦に搭乗していたコンラッドとともに行動し、とある目的のために寿命が近くなったプラントを収集してジュライ地下に保管している。
ヴァッシュを「門（ゲート）」とすることで高次元に接続し、収集したプラントに魂を送り込んで受胎させ、自立種プラントを出産させることを目論む。その目的は、自立種プラントだけが生きる、「痛みも苦しみも屈辱もない安らかな居場所、俺たちの楽園」を作り上げることだった。結果として最後まで諦めることはなく、ヴァッシュの高次元エネルギーを奪い取ろうとして放出されるエネルギーの中に突進し、大気圏外で燃え尽きて肉体が消滅する。その際にヴァッシュを必死に説得するも、傷付いても諦めず人間に寄り添うヴァッシュの意志に絶望し、「ナイという男はお前が殺した」と決別する意志を見せた。

レガート・ブルーサマーズ
声 - 関俊彦 / 内山昂輝
ナイブズ直属にして腹心の部下であり、GUNG-HO-GUNSのナンバーズとは一線を画す存在。長身痩躯の美男子。
プラント技術、ロストテクノロジーによる単分子鎖ナノ鋼糸を相手の筋繊維に刺して微電流を流し、肉体の限界を超えて直接操る特殊能力を持つ。電気信号や神経操作ではなく直接に存在そのものを操るため対象の生死を問わず、人外のプラントや砂蟲さえも操ることができる。またナイブズに負わされた負傷によってほぼ半身不随に陥った後は、自身を糸で操り戦線復帰する。また身体的な拘束以外にも、「力」の発動中に体外に放出される力場やエネルギーの衝撃波なども押さえ込むことができ、ヴァッシュを8ヵ月程に渡り箱舟に幽閉し続けた。
効果範囲は大都市全体にも及び、その住民全てを操れる。
GUNG-HO-GUNS最強のエレンディラをして「自分より上」と言わしめる身体能力を持ち、自身の数倍の全長「超高速鉄球型奴隷（ゲルニカ）」（cm3、数百kgの物質）を軽々と操り、単発で放たれたヴァッシュの尖翼（設定参照）の攻撃を避ける反応、最終的には尖翼のさらに上を行く移動速度によってヴァッシュの背後を取り拘束してみせるなど、普段のヴァッシュと完全に拮抗できる戦闘能力を誇る。
普段は冷静沈着で、不気味な雰囲気を漂わせている。ナイブズに心酔しており、いついかなる時にもナイブズへの忠誠心は揺るがない。己自身には思想もなければ自らに価値を見出してもいないために人類への憎しみも持たず、命じられた以上の殺害はほとんど自衛のためのもの。元は名無しの奴隷で、名前はナイブズに授けられた。奴隷の境遇にあった時期、都市の人間を皆殺しにしようと目論んだが失敗し、制裁を受けている際にナイブズによる大虐殺が起き、能力を利用してただ1人生き延びた。改めてナイブズ手ずから処分されようとした時、死を受け入れようとする様をナイブズに見初められ同行を許され、以後、絶対の忠誠を誓っている。
その忠誠心の大きさを知ってもらうために、ナイブズをして不可能と言われたヴァッシュ撃破をもって証明しようとしており、GUNG-HO-GUNS全滅の暁に自分の能力を封じる装置を与えたのも、ヴァッシュと競い合うための行動である。「フィフスムーン事件」の際、忠誠心が高じてナイブズの許可なくヴァッシュを殺そうとしてしまい、ナイブズに指先で軽く「縦に押し潰され」た。それをナイブズからの罰として受け入れ、以後しばらくは不随の身体をゲルニカに運ばせていた。
最終決戦において、自分の能力を解禁した上でヴァッシュと対決するが、不殺の枷を外したヴァッシュに敗北。締めくくりとして彼に殺されることを望んだが、再び不殺を貫こうとするヴァッシュに憤り、リヴィオの命を人質にとって「選択」を迫った末に射殺される。原作中において、唯一ヴァッシュが自分の意思で直接手を下した存在となった。
アニメ版での相違点
アニメ版において生い立ちは語られていないが、ベースとなる人物像はほぼそのまま。原作後半に見せる感情を露わにする描写は存在せず、能力も右眼の凶眼が由来。ヴァッシュの左腕を移植されたことにより間接的にA・ARMを発動させることが出来る。末路においても経緯は違えど、ヴァッシュの手で己を殺害させるという点で共通している。
『STAMPEDE』での相違点
髪型がハンサムショートになっている。ナイブズに強く心酔しており、感情を捨ててすべてを捧げることを他者にも求める破綻者。「弟」のような存在であるリヴィオに執着するウルフウッドに対して、粘着質な嫌がらせを行う。
能力は原作のような電気信号・神経操作ではなく、旧アニメ版と似た念動力のようなもので、使用する際には左腕に模様が浮かび、無機物をねじ切ることも可能になっている。

レム・セイブレム
声 - 久川綾 / 坂本真綾
地球からの移民船団を運行していたクルーの1人であった女性。船内にて異質な存在として生まれたヴァッシュとナイブズを保護して育てた、ヴァッシュ達の母親のような存在。人はどこへでも行けるという強い信念を持っており、命を賭けて誰かを守ろうとするその献身の姿が、後のヴァッシュの行動原理となっている。移民船団に参加する前に、恋人もしくは婚約者を亡くしている。
プラント内に生まれ落ちていたヴァッシュ達を発見し、コールドスリープ中だった他のSEEDSクルーには一切報告せずに育てた。コンラッドにのみ彼らの存在がばれてしまった際は、自身がコールドスリープに入る時が来たら、データ等を改竄した上で彼らもコールドスリープに入れるつもりでいると語った。テスラの悲劇を知った後ナイフで自殺しようとしたヴァッシュを身体を張って止めるなど、母性だけでなく父性も併せ持つ気丈で力強い存在として描かれている。
「大墜落」にてヴァッシュとナイブズを避難させた後、自身は最後まで移民船団を救うために母船に残り続け、制御不能の船と運命を共にした。最期まで、自分の子供のように思っているヴァッシュとナイブズを気遣っており、ヴァッシュに残した最後の言葉も彼の行動原理の1つにもなっている。
「決意」の花言葉を持つ紅いゼラニウムを好んでいたことが、ヴァッシュの真紅のコートの由来になった。
アニメ版での相違点
放送当時は短い回想シーンでのみの登場だったことから、清楚な雰囲気の聖母のように描かれている。また、彼女の親類の子孫がジュライで市長に務めていると知ったヴァッシュが彼女の事を教えようとジュライを訪れたが、いち早くナイブズが殺害し、A.ARMを発動させる経緯となっている。

### GUNG-HO-GUNS（ガン・ホー・ガンズ）
ナイブズによって選出された総勢12名の異常戦闘集団。それぞれが魔人と呼ばれるだけの人外的戦闘能力と異常性を誇る。メンバーには1から12までの数字が与えられている。各々はレガートによって半分に分かたれたコインを持たされており、ヴァッシュに渡ったコインケースにその片割れが収められている。12のうち3枠は「ミカエルの眼」のために用意された特別枠。また、13番（ロストナンバー）を与えられたエレンディラの存在がある。
アニメ版は原作と多少顔ぶれが異なり、ケインとエバーグリーンの両名を含めた11人で構成され、またコインの設定が存在しない。
『STAMPEDE』では「GUNG-HO-GUNS」の名称は使われず、旧アニメと同様にコインの設定が存在しない。
1. モネヴ・ザ・ゲイル
声 - 天田益男 / 小林親弘
最初の刺客。筋骨隆々とした屈強な大男で、顔の上半分を鉄仮面のようなマスクで覆い隠している。
一飛びで屋敷を超えることが可能な身体能力を持ち、超巨大な重火器を用いる。ヴァッシュを倒すためだけに20年間トレーニングを重ねた戦闘マシーン。遮蔽物や障害物をまるで問題にしないその威力から「疾風（ゲイル）」の異名を取る。
その圧倒的な巨大ガトリング砲の火力でヴァッシュを追い詰めたが、ヴァッシュの人外の反応速度と精密射撃を立て続けに喰らい戦意を喪失。その後ヴァッシュに解放されるが、第2の刺客として放たれたマイン・ザ・EGマインによって処刑されてしまう。
デザインの元ネタはマーベル・コミックに登場するヴェノム。モネヴ（Monev）という名前自体がヴェノム（Venom）のアナグラムである。
アニメ版での相違点
原作ではヴァッシュに片目を潰された上にマインに片足を切られるが、それらの描写が無くなっている。また死亡時期もドミニクと同時になっている。
『STAMPEDE』での相違点
両腕にガトリングガンと、小規模の竜巻を発生させる機関を搭載したガントレットを装備する他、様々な情報をモニタリングするマスクに、多少の負傷を瞬時に完治するほどの治癒力を持つ。
正体は本編より25年前、風車の村の「生贄」としてミカエルの眼に捧げられて改造手術を受けた病弱な少年ロロ（声 - 藩めぐみ）の成れの果て。脳に処置を施され憎悪の感情を増幅された状態で、変わり果てた姿を母親に「化け物」と拒絶され暴走。それ以後、廃墟となった村に20年間棲み続けていたが、訪れたヴァッシュ一行に襲いかかる。ひたすらヴァッシュの名前を叫び、彼を執拗に痛めつけるが、「もう一人にしない」という言葉に攻撃の手を緩めた瞬間、ウルフウッドのパニッシャーによって射殺された。

2.マイン・ザ・EGマイン
声 - 堀川亮 / 高木渉
第2の刺客。ハリネズミのような球体装甲を身に纏い、敵に金属製の針を放射して串刺しにすることが得意だと語る。初登場時の名前は「E・G・マイン」だった。
手負いのモネヴを処刑してヴァッシュと戦おうとするが、クイックドローによって武装を解除された後、バッグで殴り倒されてあっさり敗北した。
アニメ版での相違点
アニメではナンバー5。ドミニクと登場順が入れ替わっており、彼女をモネヴと同時に処刑した後、ヴァッシュとの戦闘を望む雷泥の手によって一突きで殺される。名前も原作の初登場時と同様E・G・マインになっている。また、実際に針を飛ばして攻撃するシーンもある。
『STAMPEDE』での相違点
名前はE・G・ザ・マインと表記。イーサン・ギルバート・ハミルトンの本名が設定されている。もともとイージー・ボマーの名前で知られていた快楽殺人狂だったが、ミカエルの眼に見出されたことで「ザ・マイン」の二つ名を授かる。自走して人体に取り付く時限爆弾を操る他、球体装甲に加えて自走機能もついている移動爆弾工廠装甲（イージー・アーセナル）と呼ばれるパンジャンドラムのような外装を纏う。
原作や旧アニメとは違い、最初にヴァッシュと対決する刺客として登場する。ジェネオラ・ロックのプラント強奪の傍らに住民を爆弾で爆殺しはじめ、「奪うために殺すんじゃない、殺すために奪うんだよ」と豪語した。メリルとロベルトの機転によって敗れた後はナイヴズに助けに求めるが両腕を切り落とされてしまい、死亡する。

3. ドミニク・ザ・サイクロプス
声 - 沢海陽子
第3の刺客。片目を眼帯で隠した美貌のガンマン。GUNG-HO-GUNSの紅一点。
眼帯に隠された眼は爬虫類のように縦長の瞳孔を持っている。そこに秘められた特殊能力で相手を短時間催眠状態に陥らせ、知覚と意識に空白を作り、その隙に銃撃を行う。また相手の正面からでなくても能力を発動させることが出来る。
火力こそないが敵からすれば瞬間移動をしているに等しく、ヴァッシュが指先の痛みで催眠術を覆すまでは彼を翻弄していたほど強力。能力を破られた後、レガート（もしくはナイブズ）の不利益になることを厭い身を投げた。
悪役の中では紅一点であるものの早期に退場するため、原作者の内藤は女性悪役が不在となる事態を悔やんだというエピソードが語られている。
アニメ版での相違点
アニメではナンバー2。マインと登場順が入れ替わっていて、眼帯側の眼はオッドアイになっている。ヴァッシュの説得に心を動かされたような描写があるものの、逃亡を試みるなかマインに処刑されてしまう。

4. レオノフ・ザ・パペットマスター
声 - 肝付兼太
数100体、計数トンの重量に及ぶ精巧な操り人形を、糸と金属球のからくりでもって全て同時に操る老人。障害か訛りかは不明だが、言語の発音に不自由がある。
普段は傍に従えている人形ウーニカを介して会話する。彼の作る人形は骨格や肉付き、声帯までも極限まで精密に再現しており、人間そのままの生活さえ演じさせることができる魔技の持ち主。それらはモデルとなった人物を生きながらに腑分けして創り出す非道の所業を重ねた結果であり、それを眉ひとつ動かさず行える人格破綻者でもある。
直接的な戦闘力は低いが、それでも不意打ちで放たれた機関砲弾を人形の手で掴む程度の反応は可能。
かつての名はエミリオ。本人はその名を呼ばれるまで気づかなかったが、幼少期にヴァッシュと出会っている。愛していた女性・イザベラをモデルとした人形を自身の命より大事にしており、交戦の舞台となったシップ下層の崩落にイザベラの人形が巻き込まれた際に、後を追って落下しようとする。救助を試みたヴァッシュを拒んで落下してからの消息は不明。所持していたコインは残された人形の手に握られており、後にヴァッシュの手に渡った。
アニメ版との相違点
アニメ版ではただ単にヴァッシュの命を狙った刺客として登場。人形制作における非道さなども描写されず、遠隔操作したジェシカ人形によりブラドを殺害したことで、怒れるウルフウッドによって爆殺された。独特の口調は、たどたどしい喋り方という形で再現されている。

5. ニコラス・ザ・パニッシャー
主要登場人物の項を参照。

6. ホッパード・ザ・ガントレット
声 - 難波圭一
6つの穴が空いたホッケーマスクのような仮面と、自分の体と同等のサイズの巨大な盾「グーデリア」で武装した異形の男。
極限まで鍛え上げられた上半身に反し、生まれつきの障害のためか下半身は赤子並みに貧弱。そのためスパイク付きのブーツの形をした銃で体を支えるシーンも存在する。スラスターを内蔵したグーデリアでの突進は、弾丸以上の速度と砲弾の破壊力を誇り、ミッドバレイとの絶妙のコンビネーションでヴァッシュ達を追い詰めた。
かつて保護していた盲人の女性を「ロスト・ジュライ」の際に失って以降、ヴァッシュを殺すためだけに人生を捧げてきた復讐鬼であり、GUNG-HO-GUNSの中で唯一ヴァッシュに対し狂的な憎悪を持つ。だがそれ以外では仲間内の諍いの仲裁や、ミッドバレイの心情を察して脱走の手引きをしようとするなど、人間の心を失っていない情深き男である。最後は過剰な薬物摂取と負傷により、「殺してなどやらん、生きて苦しめ」と吐き捨てて、ヴァッシュに看取られながら息を引き取る。
アニメ版での相違点
アニメではナンバー3。原作とは違い、単なる快楽殺人者として描かれる。グーデリアの頭頂部には機関銃が内蔵されている。

7. ミッドバレイ・ザ・ホーンフリーク
声 - 西村朋紘
サックスを構え、スーツを着崩したジャズミュージシャン風の男。「音界の覇者」とも呼ばれる。
異常なまでに鋭敏な聴覚の持ち主で、可聴音域、範囲ともに常人の数千倍以上。サクソフォン自体も特別製で、凄まじい音量、音域、衝撃を持つ上、機関銃を内蔵している。音楽を奏でることによって、ビルの外壁やコンクリートなど物体を破壊するほどの衝撃波に加えて「固有振動と共鳴を利用した殺人音楽」によって、ウルフウッドに視覚障害を引き起こし一時的に戦闘不能に追い込んだ。さらには「反響、共鳴が混じったノイズだらけの音をドップラー効果の修正含め、逆位相の音をリアルタイムの演奏を行い周囲一帯を完全無音状態にする」という神業すら可能としている。殆どの攻撃手段が妨害を弱点とする「演奏」であるために、暗殺ではない直接戦闘においては誰かのバックアップに回ることで真価を発揮する。
ニヒリストであり、リアリスト。過去、ともに暗殺稼業を営んでいた仲間を一瞬でナイブズに殺されて以来、ナイブズの人知を超えた力に心底恐怖し、そこから逃れようとしていた。対ヴァッシュ戦を自ら名乗り出たのもどさくさまぎれに逃亡するためだったが、最終的にはそれが原因となってレガートに惨殺されてしまう。
モデルは東京スカパラダイスオーケストラの谷中敦。 
アニメ版での相違点
アニメではナンバー11。原作とは違いレガートの側近のような立ち位置。ヴァッシュとの戦いにおいても無力化された後、サックスに仕込んだ隠し銃が破損していた事に気付かずに発砲し、暴発して死亡した。
シルヴィアと名付けたサックスを得物としている。演奏は菊地成孔が担当。

8. グレイ・ザ・ナインライヴズ
声 - 藤沼建人（STAMPEDE）
圧倒的な巨躯と怪力を誇る巨人。グレイを彷彿とさせる顔をしている。
異名の通りに不死身の怪物で、パニッシャーでの掃射を受けて原型を留めないほど破壊されてもなお活動を可能とする。その正体は非常に小柄な9人の人間が詰まった巨大人形で、奇怪な発声やとりとめのない発言もそれによるもの。
「裏切り者」であるウルフウッドを襲撃し、シップ内での激戦の末に7人が欠け、残り2人もミリィとメリルによって撃破・投獄されるものの、私刑を加えようとしたシップの住人を返り討ちにし脱獄。レオノフとの戦いでの負傷を治療中だったヴァッシュに襲いかかるが敗北した。のちに事情聴取に来たメリルにコインを渡して謝罪。巨大人形は本来過酷な世の中を生き延びるために作ったものだったが、レガートの狂気に屈して仲間になったと、罪を償うと告白した。
アニメ版での相違点
アニメ版でもウルフウッドと戦闘するロケーションは違いがないが、正体は9つの電子頭脳を搭載したロボットであり、原作とは別の不死身性が描かれている。
『STANPEDE』での相違点
「投薬実験のために生み出された実験体」と設定されている。

9. 雷泥・ザ・ブレード（らいでい・ザ・ブレード）
声 - 大塚明夫
銃を持たず、刀一本で銃社会を潜ってきたサムライ。我流剣術「次元斬一刀流」を遣う魔人。
サイボーグを軽々と斬り伏せる技量に加え、球体車輪ローラースケートの機動力を活かした「円」の動きで直線的な「銃」の射線を回避し、かつ一瞬で視覚外にまで回り込むことで銃が剣に対して持ちうる「射程距離の優位性」を相殺する。「円」の動きを以って対象との間合いを即座に詰めて斬りかかる奥義「二重星雲（ふたえネビュラ）」、それに加えて愛刀ムラマサに内蔵されたスペツナズ・ナイフの機構を用いた闇奥義「彗星突」を習得している。公式外伝の『雷神-RISING-』においては「星雲（ネビュラ）」「流星突」を使用。
「ただの人間は斬り飽きた」という理由でヴァッシュに「死合い」を申し込む。だがヴァッシュの「円」を利用した機転によって敗北。とどめを刺さず背を向けたヴァッシュを「彗星突」で攻撃しようとしたが、ウルフウッドによって射殺された。
公式スピンオフ作品『雷神-RISING-』では主人公を演じる。
アニメ版での相違点
原作と違いローラースケートは使わないものの、様々なギミックを利用してヴァッシュと交戦する。性格設定においても一騎討ちを求める戦士であるだけで異常者ではない。経緯は異なるが、最終的にウルフウッドに射殺されるという点は原作と同じ。

10. リヴィオ・ザ・ダブルファング
声 - 室元気（幼少期 - 長谷川育美）（STAMPEDE）
「ミカエルの眼」最強の殺し屋の片割れである、顔の左半分に鬼の面を被った青年。物語後半にてGUNG-HO-GUNSに加わる。1998年アニメ版には登場しない。
前後に銃口を持ち、上下左右前後に同時射撃が可能な二連式機関銃「二重牙（ダブルファング）」を両腕に装着し、最高ランクのサイボーグを無造作に放った蹴りで粉砕、その身体能力は物理限界を超えた速度の移動を可能とし、死角のない殺戮戦闘術を持つと称される。その壮絶な戦闘力は、決して弱くはない無頼の輩をして「喰人鬼（オウガ）」の如く畏怖させるほど。本人は有能ではあれど天才ではなく、過酷な鍛錬を耐え抜いたことによる強靭なメンタルを所有しており、ラズロよりも恐怖と土壇場での底力が強い。
ウルフウッドとは同じ孤児院で育った後輩で、彼を強く敬愛していた。他者を守ろうとする極めて優しい心の持ち主だが、幼少期に虐待を受けたことで防衛のために「ラズロ」という人格を産み出しており、そのラズロがリヴィオが眠っている間にした凶行によって周囲と折り合いが悪くなり、己の居場所を求め姿を消した。その後に「ミカエルの眼」の教育を受けて人間性を麻痺させていたものの、ウルフウッドの文字通りの命懸けの説得によって己を取り戻した。ウルフウッドの死後は彼の遺志を継ぎ、ヴァッシュの新たなパートナーとして旅に同行する。
最終決戦の際にはヴァッシュからエレンディラの抑えを期待されて街頭で対戦するが、初戦は背後の子供達を庇い大敗を喫する。その後は核兵器を護衛していた憲兵軍の全軍団相手に真正面から挑み、誰一人殺さず無力化した後、核兵器地下庫内部で再戦。ラズロとの共闘と持ち前の再生能力をフルに活かした戦法で、相討ちに近い形ではあるが辛勝した。
『STANPEDE』での相違点
ヴァッシュとウルフウッドとの戦闘の末に自我を取り戻しかけるも、強力な洗脳教育により自我との狭間で苦しみだし、ウルフウッドを傷付けたくないと銃身自殺を図る。そしてまだ使い道があるとレガートにより遺体は回収された。
11. ラズロ・ザ・トライパニッシャー・オブ・デス
両親から虐待されたリヴィオが自分を守るために生み出したもう1つの人格。当初はリヴィオ本人にも存在を気づかれていなかったが、夜中に街を徘徊しては動物を殺すなどの異常行動を取り、その度に自分の存在をそれとなくアピールするメモ書きなどをリヴィオに宛てて残していた。
背中に装着した機械じかけの義肢と両腕でもって、漆黒にカラーリングされた「最強の個人兵装」であるパニッシャーを3挺同時に扱う「トライ・パニッシャー」を装備した怪物。リヴィオを超える身体能力は、拘束具を解除したエレンディラと互角。そしてトライ・パニッシャーを総動員させた攻撃はヴァッシュをして「どう考えても今までの最大火力」と言わしめるほどの圧倒的破壊力を誇る。
リヴィオとは対照的に性格は凶暴で好戦的で、自分が天才であることを自覚している自信家でもある。片割れであるリヴィオを「チンカス」と呼ぶなど常に傲岸不遜な態度で振る舞うが、自分の居場所を与えてくれたチャペルを父親のように慕い、表現こそ悪いが、リヴィオに恩義を感じる発言をする等、子供のように起伏の激しい精神を持っている。
リヴィオ以上にダブルファングを使いこなしエレンディラを追い詰めながら、「苦境に陥る」という経験が全く無いため、「殺意」により一時は戦闘不能に追い込まれるが、土壇場で覚醒したリヴィオに命を救われる。そこから自身はエレンディラの動作を視るために視覚を担当し、リヴィオはそれに応えて身体を動かすという形で意識共有を行い、辛くもエレンディラに勝利した。
登場前は「“TRI”-“P”unisher OF DEATH」の綴りをもじった「トリップ・オブ・デス」の名で呼ばれていたが、その姿を人格とともにさらけ出した時に真の異名を名乗り上げた。

12. ザジ・ザ・ビースト
声 - 神谷浩史 / TARAKO
監視・情報伝達担当で、直接戦闘を行うことは少ない。
無数の虫を操り、その視覚を共有することで惑星中ほぼすべての出来事を知ることができる他、多種多様な毒を操る。また、複数の人間を端末として利用することが可能で、肉体が死亡しても別の肉体に乗り換えることにより問題なく行動できる。作中で披露した端末は少年、若い女性、派手な格好をした男の3体。いずれも褐色肌であり、その端末によって振る舞いは変わるが、その選別基準や、人格が演技であるのかなどは描写されていない。
ナイブズに対しても特に敬意を払うことなく、人間を見下したような言動をとる。その正体は、大墜落前から星に生息していた「砂蟲（ワムズ）」の統一意識である。ナイブズを利用し、そのプラントの力を我がものにせんと暗躍する。レガート・エレンディラ・ナイブズを出し抜き彼らに神経毒を投与して行動を封じた後、無数のプラントと融合したナイブズの精神を乗っ取ろうとするものの、自分に能力を使ったレガートの行動で逆に動きを封じられ、意識を取り戻したナイブズによって砂蟲が全滅させられ、事実上死亡した。死後、余力を振り絞って最後のコインをヴァッシュのもとへ届けた。
アニメ版での相違点
アニメではナンバー4。髪飾りに偽造した発信機で砂蟲を操る少年。孤児たちのリーダーに扮してヴァッシュに近づくが、愛に飢えていた本性を見ぬかれて心変わりの兆しを見せたものの、慎重を期したウルフウッドによって殺害されてしまう。原作と違い、殺し屋として教育された普通の人間として描写されている。
『STAMPEDE』での相違点
序盤からヴァッシュ一行の前に姿を現し、ワムズを使っての襲撃を行う。親を殺された子供のふりをしてヴァッシュたちを欺くがウルフウッドの反撃により撤退。だがそれすらも演技であり、ウルフウッドをヴァッシュたちに信用させるためだった。「人間」という存在を俯瞰し、冷笑するかのような言動が目立つ。ワムズが集合・擬態化した肉体であり、通常の攻撃は通用しない。
地球の歴史を学習しており、地球の資源を食い潰して死の惑星にした人類を「前科者」と呼ぶ他、大墜落を「惑星の分岐点」として見ており、人類かプラントかのどちらに惑星の未来を託すかを見極めるために、あくまで観客としてナイヴズと手を組んでいる。しかしナイヴズの計画が自分の予想から逸脱したものだと知ると失望してその場を去る。エピローグではミリィの前に現れ、地球から人類が来る事を告げた。

13. エレンディラ・ザ・クリムゾンネイル
声 - 村瀬歩（STAMPEDE）
本来存在しない「13（ロストナンバー）」を与えられた、GUNG-HO-GUNS最強の魔人。オカマ。1998年アニメ版には登場しない。
手にしたスーツケースから展開するネイルカノンが武器で、巨大な釘を撃ち出す。遥か遠く飛行するロストテクノロジーの戦闘機に一瞬で届き、撃ち抜いた後もさらに遥か後方まで飛んでゆくケタ外れの速度と破壊力を持つ。奥の手として、パイルバンカーの後部カバーをパージして弦を極限まで引いて放つ攻撃手段も隠し持っている。また射出した釘よりも速く動くことができるため、数十本の釘をあらゆる角度から放ったとしても発射音が一発分にしか聞こえないという出鱈目な身体能力を持っている上に、普段は拘束具で能力を制限している。対リヴィオ初戦ではリヴィオを圧倒。再戦時には自身の動きを憶えたリヴィオに互角の状態にまでもっていかれるが、拘束具を開放し一蹴、続いて現れたラズロに対しても「殺意」を飛ばすだけでそれまで優勢だったラズロを瞬時に無力化する。ラズロと視覚を共有することで自身を上回る戦闘力を発揮し始めたリヴィオに対して、一切の余裕を捨て前述の「奥の手」を使い、リヴィオの肉体を胴体分断寸前まで破壊、とどめを刺そうと近づいた所をリヴィオに抱きつかれ、彼を貫いていた杭によって自身も貫かれるという相討ちに近い形で敗北、死亡した。
ラズロの正体をわずか一言で見抜く等、洞察力に心理戦、駆け引きの巧妙さにおいても他のナンバーズの遥か上を行く存在。
美しい顔立ちと、女性よりも完成されたスタイルの持ち主である。そのためナルシストの気があり、男として扱われると反応を示さないこともある。幼少期からナイブズに心酔して付き従っており、彼のもたらす「世界の滅び」を心待ちにしている。戦闘に際しては冷酷非情だが、非常に人間味溢れる人物であり、自分より後から仕えたにもかかわらず腹心として扱われるレガートへ嫉妬のような感情を見せ、ヴァッシュやウルフウッド、人類を哀れむような感情を見せることもある。
『STANPEDE』での相違点
「ナイヴズを慕う中性的な風貌の美形」なのは原作と同様だが、風貌は小柄な子供になった上に性格も冷酷になっている。
「生まれる前から手を施された」改造人間であり、プラントのクローニング技術が組み込まれた人間とプラントのハーフともいえる存在。そのためか子供の姿のまま20年以上も外見が変化していないという、人間とも自立種プラントとも違う特徴を持っている。原作のようにネイルガンは使わず、空中に巨大な釘を無数に生産して発射する戦法をとるものの、本体の戦闘力は原作と違って非常に低く、ウルフウッドに「雑魚」と一蹴される程度しかない。

ケイン・ザ・ロングショット
テレビアニメ版のみに登場するキャラクター。十メートル長の巨大なライフルと、周囲の景色に同化する機能を持つマントを駆使するスナイパー。
発射音からのタイムラグと着弾角度により居場所を割り出されヴァッシュに降伏を求められるものの、不殺を貫こうとする彼の前でためらいなく自害した。
チャペル・ザ・エバーグリーン
声 - 鈴置洋孝
テレビアニメ版のみ登場するキャラクター。ウルフウッドの師であり、組み合わせることで巨大な十字架となる二丁の機関砲を武器とする。
牧師のような格好をしている男。弟子に対しては温情があるらしく、降伏を勧めた。ウルフウッドとの決闘に敗れるものの、レガートの能力によって意に反してウルフウッドの背を撃って殺害。復讐のためレガートを襲撃するが、彼の能力によって拘束された後にナイブズによって消滅させられてしまう。時間にルーズな男らしい。
マスター・チャペル
声 - 中博史（STAMPEDE）
ミカエルの眼の幹部であり、GUNG-HO-GUNS本来のナンバー5。ウルフウッドとリヴィオ・ラズロの師にあたる老人。1998年アニメ版には登場しない。
ウルフウッドに負わされた瀕死の重傷から回復するために大量の投薬を行ったため、極度に老化してしまい、車椅子での移動を余儀なくされている。彼の所持するパニッシャーと類似した武器は、先端部分が刺突武器になっており、セミオートカノンと銃身を射出する機構も備えている。爆風で空中に舞った際の姿勢制御や、片手で突起物を掴んで空中で静止するなど身体能力そのものはミカエルの眼に恥じないものを持つ魔人。
冷酷な完璧主義者であり、素養のないものに教示を授けることはないが、逆に自分の育てる弟子に対しては異常なまでの執着を見せる偏執狂。ウルフウッドには復讐対象と愛弟子という愛憎入り交じった感情を抱いており、彼が死に瀕したときは涙を流し消沈するなどの様子を見せる。ウルフウッドがナイブズに反旗を翻した際、孤児院を占拠して彼を誘い出して復讐を果たそうとするが、投薬により自己を強化したニコラスの頭突きにより頭蓋骨と首を損傷して戦闘不能に陥った。その後、執念によって交戦しているラズロごとウルフウッドを殺害しようとしたが、そのことで錯乱したラズロのパニッシャーの掃射を受けて死亡した。

### その他の登場人物
ブリリアント・ダイナマイツ・ネオン
声 - 石塚運昇
盗賊団バド・ラド団のヘッド。大量の電飾をあしらったド派手な服に身を包み、それを光らせるためだけに肩に巨大な発電機（ダイナモ）を担ぐ偉丈夫。
タバコ感覚で花火をくわえるという破天荒な性格。とにかく光りモノが大好きで、宝石目当てでヴァッシュの乗り合わせたフロウリッシュ号を襲撃した。人殺しをなんとも思わず、子供に暴力を振るうことすら厭わない悪党だが、一度決めたことは曲げない美学を持つ。物語終結後も盗賊を続けている。
カイト
声 - 松本梨香
バド・ラド団に協力している不良少年。砂蒸気技師の父親を過労で亡くしており、父が設計したフロウリッシュ号の強盗作戦を行う際にヴァッシュと出会う。
強盗から砂蒸気ごと破壊する作戦に切り替えたバド・ラド団から離反し、ヴァッシュと共に奪還作戦を行う。最後はヴァッシュとネオンとともに決死の作戦で谷底に墜落しかけたフロウリッシュ号を守った。最終話では後に乗組員になった彼がワンカットだけ登場する。
リィナ
声 - 石村知子
フィフス・ムーン事件後、放浪していたエリクス（と名乗っていたヴァッシュ）を匿った12歳の少女。祖母と2人で暮らしている。
見目はいいがボーイッシュな容姿で、非常に勝気で活発な性格。蹴りの筋がいい。

ウィリアム（ビル）・コンラッド
声 - 中尾隆聖（STAMPEDE）
ドクターと呼ばれる、ナイブズに加担するプラント技師。元はレムの同僚の「SEEDS」のクルー。1998年アニメ版には登場しない。
レムがヴァッシュ達を秘匿していることを知ったが、彼女の意思を理解し、彼もヴァッシュ達の存在を他のクルーに語らなかった。この時ナイブズは涙ながらに礼を述べていた。
百数十年越しにコールドスリープから目覚めた後、レブナント・ヴァスケスと名を改め、プラント知識で得た裕福な暮らしをしていた。「ロスト・ジュライ」の際にヴァッシュに殺されたことになっていたが、実際は人類を憎悪するナイブズにその頭脳を必要とされ、その豹変ぶりに驚きつつも彼に同行していた。プラント学者としての好奇心とナイブズの企ての手助けをする負い目との鬩ぎ合いの末に、情報を秘匿することでナイブズの黒髪化を進める策を目論む。ナイブズに黒髪化が起こった際に、ヴァッシュにも同様の現象が起こっていることをエレンディラから聞いて激昂したナイブズによって刺殺される。
『STAMPEDE』での相違点
ナイヴズに加担している点は原作と同様だが、その裏では「プラントの力に頼らずに生息できる新人類」を創造するための非道な実験を行っている。ロベルトからは「真面目な人間」と評されている一方で「イかれている」と揶揄された。
インディペンデンツは高次元から「自我」を授かっているとの理論から、プラントに自我を持たせてインディペンデンツを出産させるというナイヴズの計画に協力を求められ、かつて暴走した探究心で実験体にしたテスラへの贖罪も兼ねて協力するに至る。サイボーグ技術に加えてナイヴズの力で150年間生き永らえさせられており、ナイヴズが計画を実行したと同時に容態が悪化。ナイヴズからの枷が外れたと、ようやく赦されると死を受け入れる。しかしヴァッシュがA.ARMを発動する事を危惧したナイヴズに再び生き永らえさせられ、プラントを守るべくジュライタワー頭頂部のラボを切り離してジュライを離脱した。

ブランドン・マーロン
先祖代々からの銃職人（ガンスミス）。ヴァッシュのことを「ライトニング」と呼び慕い、彼の銃の整備や弾薬の手配を度々請け負っている。半壊したパニッシャーでさえ修繕してしまうほどの腕利きだが、生半可な覚悟で引き鉄を引くものに対しては頑として腕を振るわない職人気質の男。飄々とした、酒を「命の雫」と奉じている飲んだくれ。
アニメオリジナルキャラクターのフランク・マーロンの子孫という設定。
フランク・マーロン
声 - 田中正彦
アニメ版に登場する銃職人。ヴァッシュが銃の整備を頼みに彼を探しまわるほどの腕利き。
かつては住んでいた街の住人に自ら製作した銃を渡していた。しかし、手ずから銃を渡した男が銀行強盗に身を落とした上、その男に妻子を殺害されたことを切っ掛けに自分を見失い、町人に煙たがれる飲んだくれになっていた。だが街が強盗団に襲撃された際に、自らが渡した銃を手に応戦する住民を見て己の存在意義を思い出し、禁酒するとともに銃職人に復帰した。（ただし16話において、再び酒場で酒瓶を握っているワンカットが挿入されている。）
原作においては数世代前の人物という設定で、子孫であるブランドンの口からその存在が語られる。

「先生」
声 - 糸博
メルカバルドル大砂洋に浮かぶシップの指導者。黒いコートに帽子を被った小柄な老人で、ヴァッシュとは古くから親交がある。
70年程前、放浪していたヴァッシュを救い出した人物の1人。ロストテクノロジーに通じており、ヴァッシュのコートと義手を仕立てている。GUNG-HO-GUNSのシップへの襲撃の際に死亡。
アニメ版での相違点
ブラドの代わりに、最後まで生存している。

ブラド
声 - 石井康嗣 / 諏訪部順一（STAMPEDE）
シップの住人。長身のヴァッシュよりもさらに頭ひとつ分以上背が高く、リーゼントヘアの強面の男。
幼い頃からヴァッシュとの親交があり、不老である彼に憧憬と畏怖を抱いていた。片思いの相手であるジェシカが「私はヴァッシュのお嫁さんになる」と発言したことも含めて、登場初期はヴァッシュに対して何かと突っかかる物言いをしていたが、シップ襲撃事件後はヴァッシュやウルフウッドを様々な面でサポートするようになる。エンジニアやロストテクノロジー産の宇宙戦闘機のパイロットとしても優れた技能を持ち、非常に男気あふれる人物だが、GUNG-HO-GUNSやヴァッシュらとは違って普通の人間の価値観で生きている。
アニメ版での相違点
ジェシカに扮していたレオノフの人形の銃撃からヴァッシュをかばい、ヴァッシュの腕の中で息を引き取った。
『STAMPEDE』での相違点
大墜落当時のProject SEEDS3番艦のクルー。大墜落当時にナイブズから逃げて気を失っていたヴァッシュを発見・保護した。当初はインディペンデンツ（自立種）のヴァッシュを快く思っていなかったが、接する内に打ち解け、ヴァッシュも友人かつ「父親」として接していた。のちにヴァッシュが搭乗していた5番艦のブラックボックスから大墜落の真相を知ったが、艦（ホーム）を出奔したヴァッシュの告白文を読み、悩み苦しんでいたヴァッシュの胸中を汲み、赦した。その後は左腕を失ったヴァッシュのために義手を製作する他、ルイーダと共にコールドスリープを繰り返す事で150年間生き続け、ヴァッシュのサポートをしている。

ジェシカ
声 - 本井えみ
シップの住人である少女。幼い頃に遊んでもらったヴァッシュに好意を抱き、恋をする。ブラドが想いをよせているが、ヴァッシュの件で断ってしまう。GUNG-HO-GUNSにシップが襲撃された際にメリルとミリィに救出され、その後ヴァッシュとの再会を果たす。しかしヴァッシュと一緒になれないと知りながらも彼を待ち続ける。
アニメ版での相違点
レオノフに襲われて服を奪われて閉じ込められるが、ウルフウッドに救出される。

ルイーダ / ルイーダ・ライトナー
声 - 折笠富美子（STAMPEDE）
先生の妻。亡き夫に代わってシップをまとめる才媛。方舟始動後は地球からの船団との交渉役として表舞台に上がる。
常に冷静沈着で物事を合理的に進める行動力とカリスマ性を持ち合わせているが、非情に徹し切れない心優しい女性である。ヴァッシュの人間性を肯定し、その心情が後にウルフウッドがリヴィオを救い出すことを決意した遠因にもなった。
『STAMPEDE』での相違点
原作より若い年齢になり、ライトナーという姓が付加された。大墜落当時のProject SEEDS3番艦のクルーでジオ・プラントとバイオ工学の専門家であり、大墜落後は艦（ホーム）のリーダーになる。ヴァッシュをインディペンデンツと知りながらも、レムのボイスレコーダーを聞いて我が子のように接し、ヴァッシュもレムに続く「2人目の母親」として慕っている。のちに青年に成長したヴァッシュに赤いコートをプレゼントした。その後はコールドスリープを繰り返す事で150年間生き続けてヴァッシュのサポートをする他、砂漠に適した植物の研究をし、将来的にノーマンズランドのテラフォーミングを実現させようとしている。

テスラ
ヴァッシュ達が生まれる前に誕生した女性型自立プラント。
誕生と同時に「新たなる種との遭遇」「世紀の大発見」と狂喜したプロジェクトSEEDSのメンバーによって観察がなされた。しかし次第に行為はエスカレートし、倫理的・人道的に外れる手段を用いてまで彼女を調べ尽くした結果、テスラは急速に衰弱、最後には無理な治療まで施されたが死亡、その遺体は解剖され標本にされた。
この事件はSEEDSクルーらにとってもトラウマだったらしく、かつてのそのブロックは厳重に封鎖されていたが、標本カプセルの中の彼女や当時の記録を偶然ヴァッシュ達が見つけてしまったことが、その後のヴァッシュとナイブズの関係を大きく狂わせ、道を分かつ結果となった。

クロニカ
声 - 小松未可子（STAMPEDE）
砂漠の惑星へと人類救済に現れた地球船団「ピーセズ・オブ・アース」のクルーであり、冷静沈着な切れ者の女性型自立プラント。生まれは人類とは異なりながらも人間として扱われ、人権を持っていることが作中の他のクルーとの様子から読み取れる。
単身で重戦闘艦「ナムドライブ」を駆ってナイブズに闘いを挑むも敗北。相棒であり、ナイブズによって融合体と化した自立種のドミナには強い仲間意識を持っており、報復のためにプラントとの分離後のナイブズにヴァッシュもろとも攻撃を仕掛けたが、これはリヴィオによって阻止される。
エピローグでは地球連邦治安維持軍に駐屯し、ヴァッシュの生存をテレビ越しに確認した。
『STAMPEDE』での相違点
一期ラストの通信会話にて登場。階級は特務中佐。彼女がゲートの揺らぎを検知し、ノイズの発信元をプロジェクトSEEDSだと理解したところで終わる。

ドミナ
「ピーセズ・オブ・アース」のクルーで自立プラント。相棒のクロニカと比べると感情豊かでお調子者な性格。単身で重戦闘艦「アブレイブスⅡ」を駆ってクロニカと共にナイブズに挑むも、ナイブズの融合に巻き込まれて意識を奪われるが、後に分離されて助かる。

提督
地球船団「ピーセズ・オブ・アース」旗艦の艦長。氏名不明。人格者であり、クロニカ達自立種にも不思議な存在だと敬意を払っている。第一都市オクトヴァーン上空でナイブズと激戦を繰り広げ、自分達の予想を超えたナイブズの力に苦戦し、全銀河系の脅威になるとオクトヴァーンの市民の犠牲を覚悟して重戦闘艦7隻による、全方位からのトールハンマーの一斉砲撃を行うも、ナイブズの超精密な「門の展開」により全艦に撃ち返されて墜落する。その後の生死は不明。

### 劇場版『Badlands Rumble』の登場人物
ガスバック・ガロン・ゲッタウェイ
声 - 磯部勉
劇場版に登場する「史上最悪の大強盗」。その首には3億$$の懸賞金がかかっている。
チマチマとした思想・行動を嫌い、「より派手で大規模な強盗（タタキ）の敢行」に人生を賭ける髭面の巨漢。無益な殺生はしないが、強盗をする際に必要ならば容赦なく人を殺め、自分の強盗を穢されることを何よりも嫌う。20年前、部下に裏切られ窮地に陥った際、ヴァッシュのお節介に命を救われた過去を持つ。自分を裏切ったケインの全てを奪い尽くすためにマッカシティに現れる。
右腕にロストテクノロジーを駆使した兵器を搭載している。サイコロ型パッケージに入ったキャラメルが好物。
アメリア・アン・マクフライ
声 - 坂本真綾
劇場版に登場する美しき女賞金稼ぎ。19歳。
母（声：井上喜久子）の仇であるガスバックを狙い、ヴァッシュと同じマッカシティに向かう砂蒸気に乗り合わせた。仇討ちに執心するあまり周りが見えなくなるほど一途な性格。男性と接触すると蕁麻疹ができるほどの男嫌い。非常に酒癖が悪い。実はガスバックの娘。
ケブラー（ケイン・フラッカーノ）
声 - 島田敏
マッカシティの市長。20年前に大金をもってシティのプラント事業を立て直し、大富豪としての地位を確たるものとした。
かつてはガスバックの元で強盗をしていた小悪党。行動を共にしていたドリーノ（声：飛田展男）とメチーオ（声：立木文彦）とともに強盗中に彼を裏切り大金を手にした。非常に小心者でせこく、自分の姿をした悪趣味な銅像や兵器を作っている。ガスバックにしこたまデコピンで殴られたために仮面をつけている。
シェイン・B・グッドマン
声 - 楠大典
マッカシティ保安官。飄々としている陽気な男。真面目に仕事はしないが、市民からはその人柄を親しまれている。

### 『TRIGUN STAMPEDE』の登場人物
ロベルト・デニーロ
声 - 松田賢二
本作でメリルの教育係として取材行を共にするベルナルデリ通信社のベテラン記者。常に酒を携行し時に取材中でもチビチビと呑む「飲んだくれの中年オヤジ」だが、この過酷な惑星で相応の危険な状況を体験しながら生き延びているタフな人物でもある。小型のデリンジャーを護身具として携帯している。
ルイーダのテラフォーミング計画に対して、途方もなく時間のかかる計画だと揶揄する一方で、それでも人類が救える1つの手段として皮肉めいた言葉を発しながらも評価した。
儒來タワーにおいてエレンディラの攻撃から逃げる際に負傷し、メリルとともに乗ったエレベーターの中で、彼女に愛用のデリンジャーを託し息を引き取った。その際に「恐ければ逃げたっていい」「俺は運が悪かった」という言葉を彼女に遺した。
チャック・リー
声 - 杉田智和
儒來（ジュライ）憲兵隊長。レーザーサイトがついた拳銃を使う男。ヴァッシュ・ザ・スタンピードの捕縛に現れ、ロベルトの口車に乗って決闘を行うがクラスター爆弾を打ち上げてジェネオラ・ロックごと吹き飛ばそうとするクレイジーな性格。ヴァッシュに発砲すらされず制圧され、「覚えてろよ！」の捨て台詞とともに逃げ帰った。第10話で再登場し、警邏中にヴァッシュを発見し追跡してくる。
ローザ
声 - 斉藤貴美子
ジェネオラ・ロックのダイナーを営む女性。息子のトニス（声：池田朋子）とともに暮らしており、二人目の子供を身ごもっている。6年前に一度ヴァッシュにプラント整備を依頼していた。
チャックから村を守ったヴァッシュをプラントの購入資金目当てに襲撃するが、ヴァッシュに説得されて思いとどまる。だがナイブズの襲撃に際し、トニスが大怪我を負い、村が崩壊したことでヴァッシュを八つ当たり気味に拒絶した。
ラジオDJ
声 - 小野坂昌也（ニュース番組、#1～）、古澤徹（トーク番組、#2）、速水奨（宗教放送、#5）
本作で登場する「ノヴェムバ公共放送」のラジオ局DJマンたち。それぞれの姓名などは不明で、声のみの登場。各話におけるラジオ番組（「サテライトニュース」など）で彼らが発するトークはナレーション的に機能し、本作の世界状況をそれとなく浮き彫りにする。
キャストは1998年版TVアニメ版でそれぞれヴァッシュを演じた小野坂、ナイブズを演じた古澤、ウルフウッドを演じた速水が割り当てられている。彼らの登場は各話放送まで伏せられており、いわゆる「サプライズ出演」的な枠に相当する。

## 用語・メカニック
プラント
プログラミングによりあらゆる物を物理法則を無視して「生産」を行う生体ユニット。作中では通常の管理運営技術以外は失われたテクノロジーとなっているため、プラント自体の追加生産を行うことはできない。砂漠の惑星が舞台の本作で人類が絶滅しない理由がこのプラントの恩恵である。外形は巨大な電球に酷似しており、フィラメントに相当する場所に生物的な部位が存在している。これに二酸化炭素や熱・光が供給されることで、あらゆる生産活動を行う。
元々は宇宙移民船の動力源であり、作中世界では惑星への不時着時に崩壊した宇宙船から切り離され、各所に散ったものの中から活動可能なものを利用している。そのため、都市や街の中心地には必ず移民船の残骸がある。肥沃化プラントの影響を受けた土地はジオ・プラントと呼ばれ、この砂漠にあっても植物が育つほどに豊かになる。
プラントはプランク的な不確定性を統制しエネルギー、物質、次元の操作など可能だがさらには因果律の崩壊や創造が可能で全ての時間軸を含めた多元的宇宙、さらに高位の次元にまで及ぶ。プラントの大元と呼べるものが多元的宇宙を遥かに上の高次元そのものであり、全ての始まりそのもの。
活動が疲労などにより暴走すると、プラント自身がショック状態を引き起こしたり、生産された熱や重力エネルギーにより大災害が発生したりすることもある。また、それ以外に疲弊が進むと「黒髪化」を起こし「死ぬ」こともある。これを利用して、疲弊して生産の望めなくなったプラントに対して強制的に暴走状態を引き起こして大生産する「ラスト・ラン」と呼ばれる技術も存在する。
トライガン世界での銃器・火器、兵器は独自のデザインの物から現実に存在する銃器をモチーフにした物まで存在するが、素材・原料などはプラントのプログラミングで生み出され、現実と比べ文字通り桁外れ(少なくとも登場人物の能力相応の)弾速や威力等を持っており、作中最高レベルの兵器(パニッシャー、ネイルカノン、ゲルニカ等)の砲弾はバンカーバスターを軽く超えるような貫通、威力をもつ。
惑星の住人には知られていないが、突然変異によって生まれた“自立種”と呼ばれる、人間と変わらない行動や意思疎通ができる個体がいる。作中の段階で地球では自立種が人権を有し活動しており、物語終盤では地球から訪れた救援の艦隊の艦橋にもこの自立種が乗り込んでいる。
『STAMPEDE』での相違点
普段は球体だが、異常が発生すると天使体になり、翼が展開する姿から「花が開く」と呼ばれている。全てのプラントはオリジナルからのクローン生体であり、基本的な遺伝子情報は人間に類似している。
プラント（自立種）
本来は、フラスコの中でしか生存できず意思は無いとされていたプラント内に存在する天使体の内、フラスコ外での生存が可能で自らの意思を持つ存在。作中ではテスラとヴァッシュとナイブズが存在し、終盤では地球からの救援部隊の中にも存在する。ヴァッシュとナイブズを見る限り生後から1年の間で10歳程まで成長し、150年経ってなお青年の姿でいるところを見ると、成人してからは極めて長い寿命を持つ模様。さらに60年後の公式外伝でも何も問題なく健在であり、「力」を使わなければ寿命に影響はない模様。フラスコ型プラント以上にその力を操ることが可能で、ナイブズはコンラッドから処置を受けること（コンラッドと接触以前でも「力」は使用している）で完成度を上げ、劇中最終盤ではほば完璧に力を使用可能。ヴァッシュはナイブズの力を目の当たりにして自力で扱えるようになり、その力はナイブズ以上。また他のプラントを吸収、融合して「力」をより強大な物にできるが、融合したプラント達の意思に自我を揺さぶられ自壊や暴走のリスクを負う危険性もある。
クロニカをはじめとする地球の自立種はマインドプロテクトを施されており、地球政府の認証で解除する事により重戦闘艦などを単身で制御・運用する事ができる。
『STAMPEDE』での相違点
本来クローン生体で出産による繁殖の必要の無いプラントが処女懐胎により出産した個体。「インディペンデンツ」と呼ばれており、ヴァッシュとナイブズが誕生する前から稀に誕生が確認されている。「プラント反応」なる模様が身体中に浮かび上がり、幼少期は首から下が常に模様が出ている。個体によって物質生成能力が異なっている。
A・ARM（エインジェルアーム）
ヴァッシュとナイブズがプラントとしての力を腕から出した際に、その腕が変化することについて名づけられた呼称（連載時及び、無印初版は「アーティフィシャルアーム」と表記されていた）。上記の通りプラントの力そのものを利用しているため、比喩ではなく「全て」を破壊することが可能。ナイブズはこれを左手を刃先が平面化した次元の「刃」として自在に操り、ヴァッシュがナイブズによって強制的に共鳴させられた時には、右手が「銃」となって発動した。
ナイブズの場合はこの刃によって都市1つを一瞬で切り刻んだ他に、根城にしていたシップの残骸を輪切り、刃を宇宙空間まで一瞬で届かせての衛星の破壊、さらには対象の別宇宙への追放消滅などの使い方を行う。ヴァッシュの場合は不完全な状態で砲撃され上空で暴発しただけで、数千万人規模の都市を消し去るほどの威力を出し、さらに地球よりも遥かに大きな月に着弾した際には、肉眼ではっきりと確認できるほどの巨大なクレーターを作り出した。最終決戦時には力を弾丸の形にして銃撃と組み合わせた使用法を見せた。
A・ARMの速度は発生を含めた全ての速度が超光速だが、プラントの力そのものであるため時間軸も関係はない、尖翼や力を弾の形にした弾丸もほぼ同等の速度。
A・ARM発動時にはその破壊力そのものを衝撃波や力場といった形で噴出し、リヴィオやエレンディラといった者達でも近づけなくなっていた（7巻参照）。
ナイブズ、ヴァッシュはプラントの力を一点に集中すれば一瞬で多元的宇宙、さらに高次元を巻き込んで崩壊させることも可能。作中に登場した融合体ならばそれを遥かに超えることが可能とのこと。
アニメ版での相違点
ナイブズが製作した小型プラント内蔵拳銃を利用しての能力という設定になっている。そのため能力の形は両者とも共通で、ナイブズはヴァッシュのものの色違いである漆黒の拳銃を所持している。
『STAMPEDE』での相違点
高次元の意識体(エネルギー)をキューブ状に抑え込んだものの爆発するのは時間の問題で、ノーマンズランド全体に甚大な災害が起きるとピースプリンガーに装填・融合する事により射出形態になり、宇宙に向けて発射した。

黒髪化
プラントの生産活動や、ヴァッシュやナイブズのA・ARMなどによる、プラントの力の使用とそれに伴う疲弊によって起こる現象。プラントや自立種の頭髪は基本的に黒以外の色であるが、疲弊が進むと部分的に黒く染まっていく。力を使うほど進行は早まり、完全に漆黒に染まった時には死に至る。これはプラントの力（上記参照）を利用しても例外的に回復することが出来ず、他のプラントと融合することで回復もしくは進行を止めることが可能だが上記の通りのリスクが存在する。プラント技師たちはこれをプラントの寿命の指標としており、ある程度黒髪化が進んだプラントにラスト・ランを行わせるなどしている。ヴァッシュは最終決戦時にほぼ真っ黒に染まったが、その60年後にも健在であることから寿命には影響しないようである。
『STAMPEDE』での相違点
容器内の液体が赤く染まり、天使体も干からびていく。
Project SEEDS（プロジェクト・シーズ）
地球規模で進んだ環境汚染により、種の維持を危ぶんだ人類が行った新天地を目指す計画。
大規模移民船団を組織し、生存に適した別銀河の惑星へと移民する計画。だがテスラの悲劇を知ったナイブズの破壊工作により失敗、辛うじて呼吸可能な大気だが生存にまったく適さない惑星へと墜落・大地に衝突するコースに乗せられたところを、レムによる軌道修正・逆噴射により船団の何割かが不時着に成功した。この事件は「大墜落（ビッグフォール）」と呼ばれている。
砂蒸気（サンドスチーム）
砂漠を横断するための巨大な乗物。動力には蒸気エンジンが利用されている。ほかにも独立したプラントを複数内蔵しているため、艦内で物資の生産を行うこともできる。
また、武装強盗団を撃退するために強力な火器を装備している物も多く、サンドスチーム自体を用心棒として、街と街を移動するキャラバンを引き連れていることもある。作中に登場した最大級のハンプバック級のほか、原作ではいくつかの級があることがうかがえる。一部地域では街の間を結ぶ長距離バスも運行されているが（それでも街の間の距離が平均2000キロメートル以上）、サンドスチームはそれより高速かつ長距離の移動を任されている。
『STAMPEDE』での相違点
Project SEEDSの軽艦艇を砂漠運行用に改修したものであり、プラントに負担を与えないように蒸気機関による数十に及ぶ車輪で駆動する。現在の人類では軽艦艇時代の電子コンソールとビーム砲を制御する知識を持ち合わせていないため、コントロール室は閉鎖されている。
サイボーグ
作中世界は地球と比べ物にならない自然環境、高重力に対応するため己の体をサイボーグ化することも普遍的に行われている。通常の人類では装備不能な兵器を運用可能とし、ボディの材質はロストテクノロジーのシップを応用されており船体並の強度を持つ（戦車等とはケタが違う強度）。サイボーグの階級としてはC,B,A,S級に分かれている模様。また極めて無秩序な銃社会（西部劇の世界に近い）の様相を呈しているため、負傷者・死者も多く、これを移植手術で治したり、または半サイボーグ化したりするなどの処置もある。特にコミック版ではこれらの描写も多いが、首だけになるような瀕死でも助けることも可能。ただ、社会的な格差は地域的に大きく、そのような医療が受けられるのは、かなり規模の大きな都市に限られるようでもある。
ロスト・ジュライ（失われた都市）事件
ヴァッシュが作中世界で史実上、最初に起こした事件。当時の惑星第2位の規模を誇る都市ジュライが一瞬の内に壊滅した。ナイブズによるヴァッシュのA・ARM強制発動が原因であり、そのショックによってヴァッシュ自身には事件当時の記憶がない。
原作では住人全員が都市ごと消失、その日に都市を離れていた人間以外は全滅しており、地図の上からジュライの文字が消えた。確認された生存者はヴァッシュだけである。
アニメ版では、この破壊による直接の死傷者は報告されていないものの、その後に起こった飢餓や暴動により多数の死傷者を出したとされ、同都市は放棄されている。
『STAMPEDE』での相違点
『STAMPEDE』においては都市名が漢字読みで「儒来」になっている。物語当初は第3都市として現存しており、ノーマンズランドで最もプラントを保有・繁栄している都市として、また「ミカエルの眼」の本拠地として描かれている。第1期最終話にてヴァッシュが都市上空でA.ARMを宇宙に向けて発射した際、意識体を完全に消化しきれずそのまま地表に落下し、その余波で儒来は消滅、2年後には巨大なクレーターのみが遺っており、被災地として立ち入り禁止地域に指定されている。
フィフス・ムーン事件
作中では衛星が5つ存在し、その5番目にあたる巨大な月に大穴を穿ったことに由来する。
巨岩に支えられた3つのプラントを持つジュネオラ・ロック・シティで発生したためジュネオラ・ロック・クライシスとも呼ばれる。ヴァッシュとナイブズが接触した際、ナイブズによってヴァッシュのエンジェル・アームが強制発動、ヴァッシュの抵抗により人類への大惨事は逃れたものの、A・ARMの発射の衝撃のみで巨岩の3分の1が消失、上空にあった第5衛星に超大規模なクレーターを空ける結果となった。
アニメ版においては、雷泥との戦闘中にレガートが干渉を行ったことで発生した。
シップ
メルカバルドル大砂洋の中心に浮かぶ船。大墜落によって落下したうちの1隻で、砂洋のクッションと内蔵された重力制御プラントによってほぼ完全な形で現存している。
重力制御プラントによって発生する砂霧に覆われ、百数十年もの間外界とは隔絶された独自の環境を築いてきた。内部は冷凍睡眠している乗組員の内、目覚めた者達の子孫の生活の場となっている。アウターでは失われている地球の技術をそのまま運用しているため、生活水準や治安は外の世界とは比べ物にならないほど高い。シップの中の住人はシップから見た外界のことを「アウター」と呼んでいる。住人はアウターの人間に対しても大らかで、恩人であるウルフウッドやメリル、ミリィを手厚くもてなした。外の世界には存在を知られておらず、砂洋のほとりと繋がるロープウェイでのみ外界と繋がっている。ロープウェイ近くには、ミリィいわく五つ星のトマ小屋が敷設されている。
かつて砂洋のほとりで行き倒れていたヴァッシュを拾い手厚く看護したことが縁となり、数世代に亘って彼の積極的なサポートを行っている彼の「ホーム」。ヴァッシュのコートや義手などは全て、このシップで発掘された技術を集めて作り上げられたもの。GUNG-HO-GUNSの襲撃により住民の半数近くを失うものの、その後もロストテクノロジーの未来兵器を駆使して方舟と戦ったり、ヴァッシュやウルフウッドを救助したりと対ナイブズの戦線において重要な役割を果たしている。
また、数世代に渡って生活に最低限必要なもの以外の全てのプラントを惑星間通信に回し、地球との接触を図ってきた。物語中盤にて悲願の地球からの通信を受け取るものの、その通信衛星はナイブズの手によって破壊されてしまう。物語終盤では混乱を極めたアウターの人々の保護を行うなど表舞台にも姿を見せる。
劇中最終盤には重宇宙戦闘艦が登場。「全長数キロ、超光速の質量兵器、エネルギー兵器の副砲や最大最速の主砲のF型弾頭「トールハンマー」を搭載し、超光速の巡航速度や幾多の銀河間を移動するワープ航法を持つ最新鋭の兵器」。太陽系からノーマンズランドへの救いの船で8隻が登場した。
エピローグでは地球との航路が構築されている模様であり、プラントの提供やテレビジョンをはじめとする技術も提供している他、ヴァッシュとナイブズを「超S級指名手配者」として身柄を確保すべく地球連邦治安維持軍が駐屯しており、ノーマンズランドの人類からは「地球民(テラン)」と呼ばれている。
アニメ版での相違点
「隠れ里」として他の街と同様に舞台の1つとして登場する。余所者であるウルフウッドを疎んじるなど、より閉鎖的な描写が強められ、GUNG-HO-GUNS襲撃の要因であるヴァッシュを責めるといったシーンも見られる。

パニッシャー
ウルフウッドとラズロが愛用する、巨大な十字架の形をした「最強にして最高の個人兵装」。作中世界でも群を抜いての超重量級個人兵装。普段は「黒いベルトとカバーに包まれた十字架」に偽装されている。
劇中で確認出来るだけでも縦棒の長い方には機関砲にあたる物、反対側の短い方にはロケットランチャーが搭載されており対人には過剰すぎる威力が描写されているが、前述の銃器設定よりこの程度でも収まらない威力があることがうかがえ、最上級のサイボーグであっても軽々と粉々にすることが出来る。中央部には髑髏を連想させる透かし窓があいており、これが銃握と引き鉄になっている。装甲も堅牢で、パニッシャー3挺による一斉掃射にも問題なく耐えられる。
大きさは2メートルほど。重量は不明だが、ニコラス同様に作中最上位のレガートの使用するゲルニカの重量から分かる範囲でも、数百キロでは収まらないことが分かる。ウルフウッドはラズロ戦においてその重量を生かした鈍器としても使用し、最終的にはラズロの反応を超える速さで打撃を繰り出している（ラズロはそれに近い速さで対抗した）。「ミカエルの眼」創立133年間の内でも製造された数は十挺と少なく、これの所持を許されることは最高の栄誉とされる。ウルフウッドが背負っているパニッシャーは10挺目。後に製造されたラズロのトライパニッシャーはその後に製造された11・12・13挺目に当たる。
デザインの元ネタは映画デスペラードのギターケース、名前の由来はマーベル・コミックのキャラクター処刑人のパニッシャーより。
アニメ版での相違点
ミカエルの眼が存在しないため、「最強にして最高の個人兵装」という設定はない。透かし窓のデザインをはじめ、細かいディテールは原作と異なる。
「フィフス・ムーン」事件以前は37丁の拳銃を収納するガンラックであり、ウルフウッドは十字架を盾にしながら拳銃を使い捨てていくという形で運用した。後半は原作と同じ機構にモデルチェンジされている。
『STAMPEDE』での相違点
ウルフウッドのパニッシャーの場合はロケットランチャーがレーザー砲に変更されており、大型の砂蟲を輪切りにするほどの高火力を有する。

ミカエルの眼
ウルフウッドが所属する組織。彼いわく「殺し屋の寄り合い」。1998年版アニメには存在しない。
作中に登場するキリスト教に類似した宗教のうち、プラント崇拝を行なっている一派のさらに一部が抱える暗殺部隊の、更なるエリートの殺戮部隊。組織ぐるみでナイブズを崇拝し、その企てに加担している。GUNG-HO-GUNSの中に選りすぐりの暗殺者3名のための3人分の枠を設けられている。そのため時と場合によって「首の挿げ替え」が起こる。
外科的手術や薬物投与による人外の身体能力、感覚の鋭敏化、新陳代謝の活性化による異常な再生能力を持つ殺人者を数多く養成している。リヴィオの台詞によれば、食らった技や相手の呼吸を覚えるのだという。ダブルファングやパニッシャーを始めとする様々な銃器の製造・保有も行なっている。また、支給される試験管型アンプルに入った薬物を摂取することで一時的に再生能力を爆発的に高められる。再生が追いつかないほど深刻なダメージを受けた時などに使用される。
教会を中心とした組織形態のために、支給される武装には十字架を象ったものが多い。ほかにも運営している各地の教会を人材スカウトの第一線として利用しており、ウルフウッドのように徴用した孤児に改造手術を施して構成員を作り上げている。
真紅のコート
ヴァッシュのトレードマーク。紅い色はかつてレムから教えられたゼラニウムの花言葉に由来する。作中の時間経過と共に何度か新調（デザインやボタンの形および配置などが微妙に変化）するが、基本は顎が隠れるくらい高い襟、袖は義手の左腕の方が二の腕までと短く、足首近くまである裾は腰の辺りまで入った切れ目で数本の帯状に分割されている（新しいものほど本数が多い）。『マキシマム』開始当初に着ていたコートは、ロストテクノロジーの粋を集めた隠れ里製で、高い防弾機能や弾薬補充用のパイプラインといったギミックを備えていた。終盤では一時的、プラントの力の影響で真紅から黒へと変質していた。
『STAMPEDE』での相違点
ヴァッシュが青年に成長したのを機にルイーダがプレゼントしたものであり、偶然にもレムの好きな紅い色。フード付きコートになっており、同じ艦(ホーム)の「家族」として、右腕には「Project SEEDS」のワッペンが縫われている。

## 書誌情報
- 内藤泰弘 『トライガン』 徳間書店〈少年キャプテンコミックススペシャル〉、全3巻
  1. 1996年4月25日発行、ISBN 4-19-830127-1
  2. 1996年10月30日発行、ISBN 4-19-830144-1
  3. 1999年1月発行、ISBN 4-19-830185-9
- 内藤泰弘 『トライガン・マキシマム』 少年画報社〈ヤングキングコミックス〉、全14巻
  1. 1998年5月23日発売[13]、ISBN 4-7859-1842-X
  2. 1998年12月18日発売[14]、ISBN 4-7859-1888-8
  3. 1999年10月27日発売[15]、ISBN 4-7859-1948-5
  4. 2000年7月27日発売[16]、ISBN 4-7859-2012-2
  5. 2001年2月24日発売[17]、ISBN 4-7859-2066-1
  6. 2001年10月5日発売[18]、ISBN 4-7859-2128-5
  7. 2002年8月7日発売[19]、ISBN 4-7859-2217-6
  8. 2003年4月25日発売[20]、ISBN 4-7859-2306-7
  9. 2003年10月24日発売[21]、ISBN 4-7859-2369-5
  10. 2004年12月27日発売[22]、ISBN 4-7859-2497-7
  11. 2004年12月27日発売[23]、ISBN 4-7859-2498-5
  12. 2006年7月2日発売[24]、ISBN 4-7859-2665-1
  13. 2007年11月9日発売[25]、ISBN 978-4-7859-2884-1
  14. 2008年2月27日発売[26]、ISBN 978-4-7859-2923-7

## アニメ

### アニメ版『TRIGUN』
1998年4月から9月まで、テレビ東京ほかにて放送された。全26話。深夜アニメの先駆として成功した。
当時、日本ビクターのプロデューサーだった北山茂が自身が関わっていたOVA『青空少女隊』の上映イベントの際、月刊少年キャプテン編集部の人間から『トライガン』を紹介されたのが発端。後日、北山は作者の内藤泰弘と会いアニメ化企画について打ち合わせを行い、内藤がアニメ映画『獣兵衛忍風帖』が好きであったことから制作会社にマッドハウスを希望し、北山は全3巻から第6巻のOVA化の企画書を作りマッドハウスの丸山正雄へ話を持っていくこととなった。丸山は『トライガン』にすぐに興味を持ちアニメ化にも乗り気になるが、OVAではなくテレビアニメとして作ることを望んだことから企画内容をテレビアニメへと変更し、北山は企画を通すための作業へと入った。テレビアニメの企画が無事に通ったことで本格的にスタッフの選定へと移り、監督には丸山と相談の末、過去に日本ビクター作品の演出も手がけていた西村聡に決まる。脚本家には北山が同時期に作っていたOVA『ジオブリーダーズ』で脚本を担当していた黒田洋介から「俺に脚本をやらせてもらえませんか」と直談判を受け、黒田にシリーズ構成と脚本を任せることとなった。キャラクターデザインはオーディションの結果、最終的に内藤が推した吉松孝博が選ばれ、メカニカルデザインには黒田からの推薦により神宮司訓之の参加が決まった。
2003年10月からテレビ東京系で深夜に放送されたアニメ版『ガングレイヴ』は、原作を内藤泰弘が担当した他アニメ版トライガンのスタッフが再集結した作品で、トライガンに登場するトマも登場する。

#### 原作漫画との相違
基本的には漫画版の『無印』および『マキシマム』の両作を基にしているが原作とキャラクター造形、設定がかなり違っており、他にも「当初、保険屋コンビがヴァッシュの顔を知らなかった」（そのため前半も第3話まではアニメオリジナルで、第4話は先述した原作のパイロット版を用い、原作の第1話がアニメ版第5話に来る）など、設定についてはかなり異なっている。また、この時点ではまだ『マキシマム』の連載開始から日が経っていなかったため、後半に関しては内藤が当時考えていたストーリー案を基に、黒田がオリジナル脚本を書き上げている。
なお、マッドハウスでのテレビアニメ化に狂喜乱舞したことを語る作者は、アニメオリジナルキャラクターやその関係者を後に自身の漫画に登場させたりもしている。

#### スタッフ
- 原作 - 内藤泰弘
- 監督 - 西村聡
- シリーズ構成・脚本 - 黒田洋介
- キャラクターデザイン - 吉松孝博
- メカニカルデザイン - 神宮司訓之
- 美術監督 - 金子英俊、片平真司（第4話・第6話・第7話・第12話・第16話・第18話・第21話・第23話・第25話）
- 色彩設計 - 磯崎昭彦
- 撮影監督 - 白井久男
- 音響監督 - 本田保則
- 音楽 - 今堀恒雄
- プロデューサー - 北山茂
- アニメーションプロデューサー - 諸澤昌男
- アニメーション制作 - マッドハウス
- 製作 - 日本ビクター

#### 音楽

##### 主題歌
オープニングテーマ「H.T」
作曲・演奏 - 今堀恒雄
- インストゥルメンタル曲。主人公「バッシュ・ザ・スタンピード」の通り名である「Humanoid Typoon」の頭文字を冠したタイトル。

エンディングテーマ「風は未来に吹く」
編曲・歌 - AKIMA & NEOS

##### サウンドトラック
- trigun the first donuts
- trigun the 2nd donuts HAPPY PACK

#### 各話リスト
| 話 | 放送日        | サブタイトル                 | 絵コンテ       | 演出             | 作画監督                   |
| -- | ------------- | ---------------------------- | -------------- | ---------------- | -------------------------- |
| 1  | 1998年 4月2日 | 600億$$の男                  | 西村聡         | 西村聡           | 吉松孝博                   |
| 2  | 4月9日        | TRUTH OF MISTAKE             | 水野和則       | 粟井重紀         | 岩井優器                   |
| 3  | 4月16日       | PEACE MAKER                  | 高柳滋仁       | 高柳滋仁         | 鈴木藤雄                   |
| 4  | 4月23日       | LOVE & PEACE                 | 冨永恒雄       | 所俊克           | 加野晃                     |
| 5  | 4月30日       | HARD PUNCHER                 | 大橋誉志光     | 大橋誉志光       | 久高司郎                   |
| 6  | 5月7日        | LOST JULY                    | 島崎奈々子     | 島崎奈々子       | 岡田正和                   |
| 7  | 5月14日       | B.D.N.                       | 木﨑文智       | 山口美浩         | 植田洋一 中田雅夫 紺野直幸 |
| 8  | 5月21日       | そして荒野と空の間を         | 東海林真一     | 松尾衡           | 蒔田史海                   |
| 9  | 5月28日       | MURDER MACHINE               | 粟井重紀       | 粟井重紀         | 岩井優器                   |
| 10 | 6月11日       | QUICK DRAW                   | 薮下昌二       | 薮下昌二         | 福田紀之                   |
| 11 | 6月18日       | ESCAPE FROM PAIN             | 小寺勝之       | 栗山美秀         | 久高司郎                   |
| 12 | 6月25日       | DIABLO                       | 林秀夫         | 林秀夫           | 古賀誠                     |
| 13 | 7月2日        | ヴァッシュ・ザ・スタンピード | 高柳滋仁       | 高柳滋仁         | 吉松孝博                   |
| 14 | 7月9日        | LITTLE ARCADIA               | 黒田恭弘       | 粟井重紀         | 岩井優器                   |
| 15 | 7月16日       | DEMONS EYE                   | 阿部記之       | 山内富夫         | 木下ゆうき                 |
| 16 | 7月23日       | FIFTH MOON                   | 栗山美秀       | 栗山美秀         | 蒔田史海 牛島勇二          |
| 17 | 7月30日       | レム・セイブレム             | 大橋誉志光     | 大橋誉志光       | 田崎聡                     |
| 18 | 8月6日        | 今は、さよなら               | 松尾衡         | 粟井重紀         | 岩井優器                   |
| 19 | 8月13日       | HANG FIRE                    | 小沢一浩       | 山内富夫         | 木下ゆうき                 |
| 20 | 8月20日       | FLYING SHIP                  | もりやまゆうじ | もりやまゆうじ   | もりやまゆうじ             |
| 21 | 8月27日       | OUT OF TIME                  | 栗山美秀       | 栗山美秀         | 加野晃                     |
| 22 | 9月3日        | ALTERNATIVE                  | 粟井重紀       | 粟井重紀         | 岩井優器                   |
| 23 | 9月10日       | 楽園                         | 蒔田史海       | ながはまのりひこ | 蒔田史海                   |
| 24 | 9月17日       | 罪                           | おざわかずひろ | おざわかずひろ   | 香月邦夫                   |
| 25 | 9月24日       | LIVE THROUGH                 | 佐藤たくや     | 粟井重紀         | 岩井優器                   |
| 26 | 10月1日       | こんなにも青い空の下で       | 西村聡         | 西村聡           | 吉松孝博                   |

#### 放送局
| 放送期間               | 放送時間                     | 放送局       | 対象地域   |
| ---------------------- | ---------------------------- | ------------ | ---------- |
| 1998年4月2日 - 10月1日 | 木曜 1:15 - 1:45（水曜深夜） | テレビ東京   | 関東広域圏 |
| 1998年4月15日 -        | 水曜 0:55 - 1:25（火曜深夜） | テレビ和歌山 | 和歌山県   |
| 1998年4月23日 -        | 木曜 18:30 - 19:00           | 奈良テレビ   | 奈良県     |
| 1998年5月24日 -        | 日曜 12:00 - 12:30           | びわ湖放送   | 滋賀県     |

| テレビ東京 木曜 1:15 - 1:45（水曜深夜）             | テレビ東京 木曜 1:15 - 1:45（水曜深夜） | テレビ東京 木曜 1:15 - 1:45（水曜深夜）                          |
| 前番組                                              | 番組名                                  | 次番組                                                           |
| --------------------------------------------------- | --------------------------------------- | ---------------------------------------------------------------- |
| 異次元の世界エルハザード （1998年1月8日 - 3月26日） | TRIGUN （1998年4月2日 - 10月1日）       | バブルガムクライシス TOKYO 2040 （1998年10月8日 - 1999年4月1日） |

### 劇場版アニメ『TRIGUN Badlands Rumble』
『TRIGUN Badlands Rumble』（トライガン バッドランド ランブル）のタイトルで、2010年4月24日より公開。TVシリーズから12年を経て制作された劇場用長編アニメ映画となる。
1998年制作のアニメ版を基準にして、原作のデザインやオリジナルの要素を混ぜた設定で描かれているパラレルワールドを舞台としている。ストーリー原案は原作者の内藤泰弘。映画化の記念に著名なクリエイター達から応援メッセージが送られた。
2010年5月8日までアラリオが運営するオンラインFPSクロスファイアにてゲーム内でアイテムや広告が表示される企画が行われた。『Master of Epic』ではタイアップキャンペーンとして新クエストも実施された。
2010年4月24日初日公開のぴあ初日満足度ランキングでは第3位となっている。興行収入は7200万円を記録している。

#### スタッフ（劇場版）
- 原作 - 内藤泰弘
- ストーリー原案 - 内藤泰弘、西村聡
- 監督 - 西村聡
- 脚本 - 小林靖子
- 絵コンテ - 西村聡、増井壮一、井上英紀
- 演出チーフ - 井上英紀
- 演出 - 川村賢一、竹内浩志、migmi、西村聡
- キャラクターデザイン・総作画監督 - 吉松孝博
- メカニックデザイン - 神宮司訓之
- メイン作画監督 - 竹内浩志、島村秀一、稲留和美、西澤千恵
- シーン作画監督 - 熊谷哲矢、吉田大輔、宮本佐和子、Cindy H.Yamauchi
- エフェクト作画監督 - 有田周平
- レイアウト監修 - 木村雅広
- 銃器監修 - 山内則康、西村聡
- 美術監督 - 秋葉みのる
- 色彩設計 - 飯島孝枝
- CG監督 - 井野元英二
- 撮影監督 - 五十嵐慎一
- 編集 - 寺内聡
- 音響監督 - 本田保則
- 音楽 - 今堀恒雄
- プロデューサー - 北山茂、小池由紀子、筆谷芳行、武智恒雄
- アニメーション制作 - マッドハウス
- 配給 - クロックワークス
- 製作 - トライガン製作委員会（フライングドッグ、マッドハウス、少年画報社、クロックワークス）

#### サウンドトラック（劇場版）
- TRIGUN -Badlands Rumble- O.S.T（サウンドトラック/今堀恒雄）
  1. 風が止んだ時
  2. Badlands rendez-vous
  3. don't take the Last Donut
  4. blank
  5. 大悪党
  6. sandsteam
  7. she is not sweet
  8. the Stampede
  9. トマクン
  10. we are in a jam
  11. an unsafe stamp maniac
  12. a gentle Death
  13. empty smile
  14. time to say goodbye
  15. a grain of sand in sandwich
  16. DICE for life
  17. good men or bad?
  18. meet me in Macca city
  19. in the early morning light
  20. snatch!snatch!snatch!
  21. you've blown it over the sands
  22. リトルアメリア
  23. 悪運
  24. an old public house
  25. ラッキー★セブン
  26. get even
  27. parttime SP
  28. the grandstand player
  29. termination
  30. that was then
  31. white lies
  32. lovely calamities
  33. H.T. in “Badlands Rumble”

### 2023年版『TRIGUN』
2022年6月17日にオリジナル新作アニメとして制作が発表、同年7月に行われたAnime Expo2022内のイベントにて情報が公開された。2023年1月から3月までテレビ東京系列ほかにて第一期となる『TRIGUN STAMPEDE』が放送された。それに先駆けて2022年12月3日に序盤の先行上映を実施するとともに、オープニング・エンディングテーマの情報が公開された。『STAMPEDE』#0（12話）の本放送後、完結編の制作決定が告知され、2024年7月にタイトルを『TRIGUN STARGAZE』とすることが発表された。
前述の通り新規のプロジェクトとして企画され、前二作の映像作品から制作スタッフ、プロダクション、キャストが一新されている。タイトルの通り原点に立ち返ってヴァッシュの内面を軸に物語を掘り下げるコンセプトで、それを前提に制作するに当たり世界観やキャラクターの設定を新たに再構築する形をとっている。原作者の内藤泰弘は「トライガンがやってくる。帰ってくる、ではない。やってくる。」というコメントを寄せている。
クランチロール・アニメアワード2024において、最優秀アニメーション賞、最優秀キャラクターデザイン賞にノミネートされた。
原作漫画との相違
原作完結から10年以上後に制作されたこともあり、大胆に時系列のシャッフルや設定の変更が行われている。
『STAMPEDE』では、ヴァッシュとメリル、『STAMPEDE』のオリジナルキャラクターであるロベルトが、ジェネオラ・ロック村でナイヴズと邂逅することから展開し、原作では前日譚にあたる「ロスト・ジュライ」事件を幕引きとして物語が収束していく。本編中の出来事である、ヴァッシュがメリルやウルフウッドと出会うエピソードを「ロスト・ジュライ」事件以前に設定し、原作における「フィフス・ムーン」事件を兼ねる形で、「ロスト・ジュライ」から二年の時間経過後のヴァッシュ（エリクス）とメリルが描写された後、本編に未登場であるミリィの登場が示唆され、マッドハウス版では登場しなかった地球艦隊ピーシーズ・オブ・アース（原作ではピーセズ・オブ・アース）がプロジェクトSEEDSの救難信号をキャッチするシーンで終幕するという、原作の最初のエピソードである『#0 HIGH NOON AT JULY』までに至る描写と、『トライガン』から『マキシマム』への接続章を混合したストーリーとして再構成されており、ヴァッシュを象徴する「600億$$の賞金」は最終話で懸けられる（それまでは600万$$）。完結編があることから、レガートやリヴィオ、エレンディラ、コンラッドといった敵役の多くが決着しないままに出番を終えている。

#### スタッフ（STAMPEDE）
- 原作 - 内藤泰弘[5][6]
- 監督 - 武藤健司[5][6]
- ストーリー原案 - オキシタケヒコ[5]
- 構成・脚本 - 稲本達郎、岡嶋心、上田よし久[5]
- コンセプトアート・キャラクター原案 - 田島光二[5][6]
- チーフデザイン - 大津直[5]
- キャラクターデザイン - 渡邊巧大、諸貫哲朗、阿比留隆彦、佐藤秋子、二宮壮史、天野弓彦[5]
- セットデザイン - 青木智由紀、藤瀬智康、榊枝利行、上條安里[5]
- メカニック・プロップデザイン - 片貝文洋、長谷川竹光[5]
- クリーチャーデザイン - 山森英司[5]
- スペシャルエフェクトデザイン - 押山清高[5]
- CGチーフディレクター - 井野元英二[5]
- VFXアートディレクター - 山本健介、早川大嗣[5]
- 色彩設計 - 橋本賢[5]
- 美術監督 - 金子雄司[5]
- 画面設計 - 斉藤寛[5]
- 撮影監督 - 青木隆、越田竜大[5]
- 編集 - 今井大介[5]
- アフレコ演出 - 亀山俊樹 [5]
- リレコーディングミキサー - 藤島敬弘[5]
- サウンドエディター - 勝俣まさとし[5]
- 音楽 - 加藤達也[5]
- 音楽プロデューサー - 小林健樹
- 音楽制作 - 東宝ミュージック
- チーフプロデューサー - 高橋敦司
- プロデューサー - 武井克弘
- 製作統括・制作プロデューサー - 和氣澄賢
- 制作 - オレンジ[5][6]
- 製作 - 「TRIGUN STAMPEDE」製作委員会

#### 主題歌（STAMPEDE）
「TOMBI」
Kvi Babaによるオープニングテーマ。作詞はKvi Baba、作曲・編曲はBACHLOGIC。
「星のクズ α」
Salyu × haruka nakamuraによるエンディングテーマ。作詞・作曲・編曲はharuka nakamura。
「聖者の行進」
Salyu × haruka nakamuraによる最終話スペシャルエンディングテーマ。作詞・作曲・編曲はharuka nakamura。

#### 各話リスト（STAMPEDE）
| 話数 | サブタイトル                                   | 絵コンテ                 | 演出           | 初放送日      |
| ---- | ---------------------------------------------- | ------------------------ | -------------- | ------------- |
| #01  | NOMAN’S LAND                                   | 武藤健司                 | ヤマトナオミチ | 2023年 1月7日 |
| #02  | 逃げる男                                       | 山岡実                   | 山岡実         | 1月14日       |
| #03  | 光よ、闇を照らせ                               | 山岡実 武藤健司 小島正幸 | 大石美絵       | 1月21日       |
| #04  | HUNGRY!                                        | 青木弘安                 | ヤマトナオミチ | 1月28日       |
| #05  | 祝福の子供                                     | 錦織博                   | 錦織博         | 2月4日        |
| #06  | ワンス・アポン・ア・タイム・イン・ホープランド | 山岡実                   | 山岡実         | 2月11日       |
| #07  | WOLFWOOD                                       | 福田道生                 | 大石美絵       | 2月18日       |
| #08  | Our Home.                                      | 伊藤智彦                 | ヤマトナオミチ | 2月25日       |
| #09  | Millions Knives                                | 錦織博                   | 錦織博         | 3月4日        |
| #10  | 人間                                           | 川尻善昭                 | 山岡実         | 3月11日       |
| #11  | 新世界へ                                       | 伊藤智彦                 | 山岡実         | 3月18日       |
| #0   | HIGH NOON AT JULY                              | 武藤健司                 | 武藤健司       | 3月25日       |

#### 放送局（STAMPEDE）
| 放送期間                                                                                                 | 放送時間           | 放送局                               | 対象地域                                                    | 備考                                 |
| --- | ------------------ | ------------------------------------ | ----------------------------------------------------------- | ------------------------------------ |
| 2023年1月7日 - 3月25日                                                                                   | 土曜 23:00 - 23:30 | テレビ東京（製作参加） ほか系列全6局 | 北海道・関東広域圏・愛知県・ 大阪府・岡山県・香川県・福岡県 | 字幕放送                             |
| 2023年1月9日 - 3月27日                                                                                   | 月曜 22:00 - 22:30 | AT-X                                 | 日本全域                                                    | 字幕放送 / CS放送 / リピート放送あり |
| 2023年2月6日 - 4月24日                                                                                   | 月曜 17:00 - 17:30 | テレビ和歌山                         | 和歌山県                                                    |                                      |
| テレビ東京では、本放送前の同年1月7日に特別番組『「TRIGUN STAMPEDE」放送直前特番 前夜祭！』が放送された。 |                    |                                      |                                                             |                                      |

| 配信開始日    | 配信時間                                                                | 配信サイト |
| ------------- | ----------------------------------------------------------------------- | --- |
| 2023年1月7日  | 土曜 23:45 配信（第1話） 土曜 23:30 更新（第2話以降）                   | ABEMAプレミアム（ ABEMAビデオ ） Amazon Prime Video DMM TV dアニメストア （本店・ニコニコ支店・for Prime Video） FOD Hulu Paravi U-NEXT アニメ放題 バンダイチャンネル GYAO! TVer ネットもテレ東 Google Play GYAO!ストア music.jp Rakuten TV ニコニコチャンネル ビデオマーケット |
|               | 土曜 23:45 - 日曜 0:15（第1話） 土曜 23:30 - 日曜 0:00（第2話以降）     | ABEMA |
| 2023年1月8日  | 日曜 0:00 - 0:30（土曜深夜、第1話） 土曜 23:30 - 日曜 0:00（第2話以降） | ニコニコ生放送 |
|               | 日曜 10:00 更新                                                         | ビデックスJP |
|               | 日曜 12:00 更新                                                         | HAPPY!動画 |
| 2023年1月10日 | 火曜 0:00（月曜深夜） 更新                                              | J:COMオンデマンド milplus TELASA auスマートパスプレミアム |

#### BD（STAMPEDE）
| 巻 | 発売日        | 収録話         | 規格品番   |
| -- | ------------- | -------------- | ---------- |
| 1  | 2023年4月19日 | 第1話 - 第4話  | TBR-33045D |
| 2  | 2023年5月17日 | 第5話 - 第8話  | TBR-33046D |
| 3  | 2023年6月21日 | 第9話 - 第12話 | TBR-33047D |

| テレビ東京系列 土曜 23:00 - 23:30                             | テレビ東京系列 土曜 23:00 - 23:30          | テレビ東京系列 土曜 23:00 - 23:30          |
| 前番組                                                        | 番組名                                     | 次番組                                     |
| ------------------------------------------------------------- | ------------------------------------------ | ------------------------------------------ |
| SPY×FAMILY Season 1（第2クール） （2022年10月1日 - 12月24日） | TRIGUN STAMPEDE （2023年1月7日 - 3月25日） | 地獄楽（第一期） （2023年4月1日 - 7月1日） |